# Транспорт в Якутії
Транспорт в Якутії — важлива складова економіки Якутії і всього північного сходу Росії, забезпечує пересування життєво важливих вантажів, товарів, людей, грає надважливу роль в забезпеченні так званого північного завезення і комфортних умов проживання на Півночі, забезпечує безперебійне постачання стратегічно важливих галузей економіки — підприємств гірничодобувної промисловості та інших. Транспортна мережа не тільки забезпечує потреби економіки і населення в перевезеннях, але і служить матеріальною базою для соціально-економічного розвитку регіону.
Транспорт Якутії — дуже велика галузь народного господарства, в якій працевлаштовані десятки тисяч людей. Її визначають наступні характерні риси:
- Різноманіття. В Якутії представлені практично всі види транспорту — залізничний, авіаційний, автомобільний, водний (морський і річковий) та трубопровідний. Відсутній електротранспорт — ніде в Якутії немає електрифікованих залізниць, трамваїв чи тролейбусів.
- Складність транспортної схеми — сезонність і дорожнеча транспорту. Дешевим цілорічним транспортом охоплений тільки південь республіки, точніше, смуга уздовж АЯМу. Крайній Північ і взагалі весь північ Якутії змушені жити на сезонному забезпеченні вантажами і використовувати дорогі види транспорту — наприклад, авіаційний, що безпосередньо позначається на вартості життя на Крайній Півночі.[3]

Частка транспорту у валовому регіональному продукті республіки становить 4,4 %. Річні обсяги вантажоперевезень перевищують 40 млн т., а пасажироперевезень становлять близько 80 млн чол. Основний обсяг вантажів перевозиться в короткий навігаційний період річковим транспортом, частка якого у вантажообігу становить близько 60 %.
У 2004 р Урядом республіки затверджена і реалізується Транспортна стратегія розвитку Республіки Саха (Якутія), заснована на положеннях Транспортної стратегії Росії і визначає транспортну політику, етапи та напрямки її реалізації на період до 2020 року.

## Залізничний транспорт

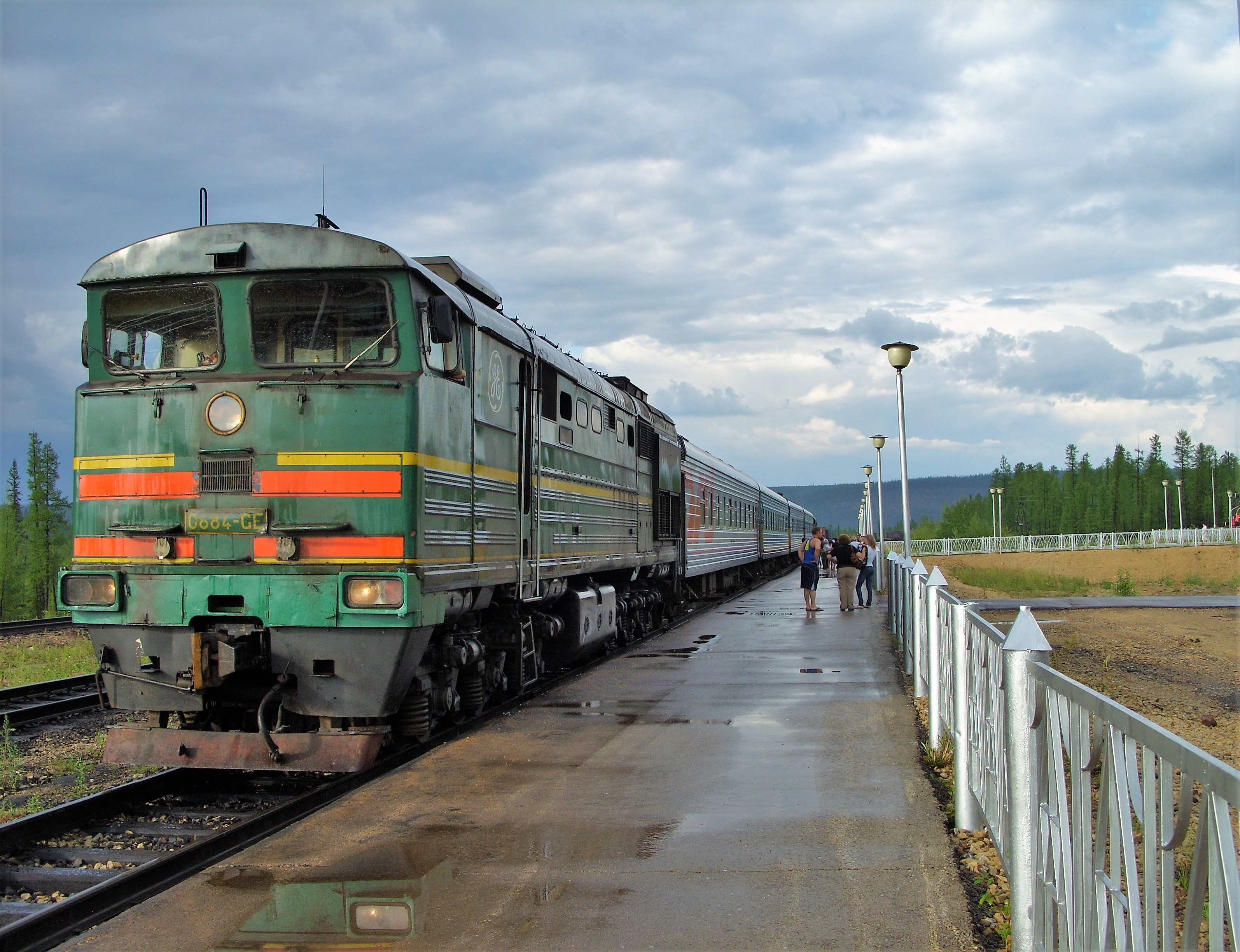
Пасажирський поїзд на станції Томмот

Див. також: Амуро-Якутська залізнична магістраль
Див. також: Залізниці Якутії
Залізничний транспорт в Якутії — одна з найважливіших складових частин транспортної системи республіки. З розвитком залізничного транспорту пов'язуть перспективи інтенсифікації економічного розвитку республіки, освоєння родовищ ряду корисних копалин, включення значної частини території республіки (на якій проживає більшість її населення) в зону цілорічної транспортної доступності і зниження витрат на організацію північного завезення.
Початок залізничного транспорту в Якутії було покладено у 1976 р. коли до неї прибув колієукладач для будівництва Малого БАМу (Тинда — Нерюнгрі). Амуро-Якутська залізнична магістраль будується донині, в грудні 2011 р рейки досягли станції Нижній Бест, станом на березень 2014 р ділянка від Томмоту до Нижнього Бестяха знаходиться в режимі попередньої експлуатації (здійснюється вантажне сполучення, а також проводяться експериментальні проходи пасажирських вагонів). Планується також будівництво транспортного переходу (моста або тунелю) через річку Лену для того щоб зв'язати з загальноросійської залізничною мережею безпосередньо столицю республіки місто Якутськ. У південно-східній Якутії близьке до завершення будівництво тупикової залізничної лінії Улак — Ельга, що з'єднує БАМ з Ельгінским вугільним родовищем.

## Повітряний транспорт

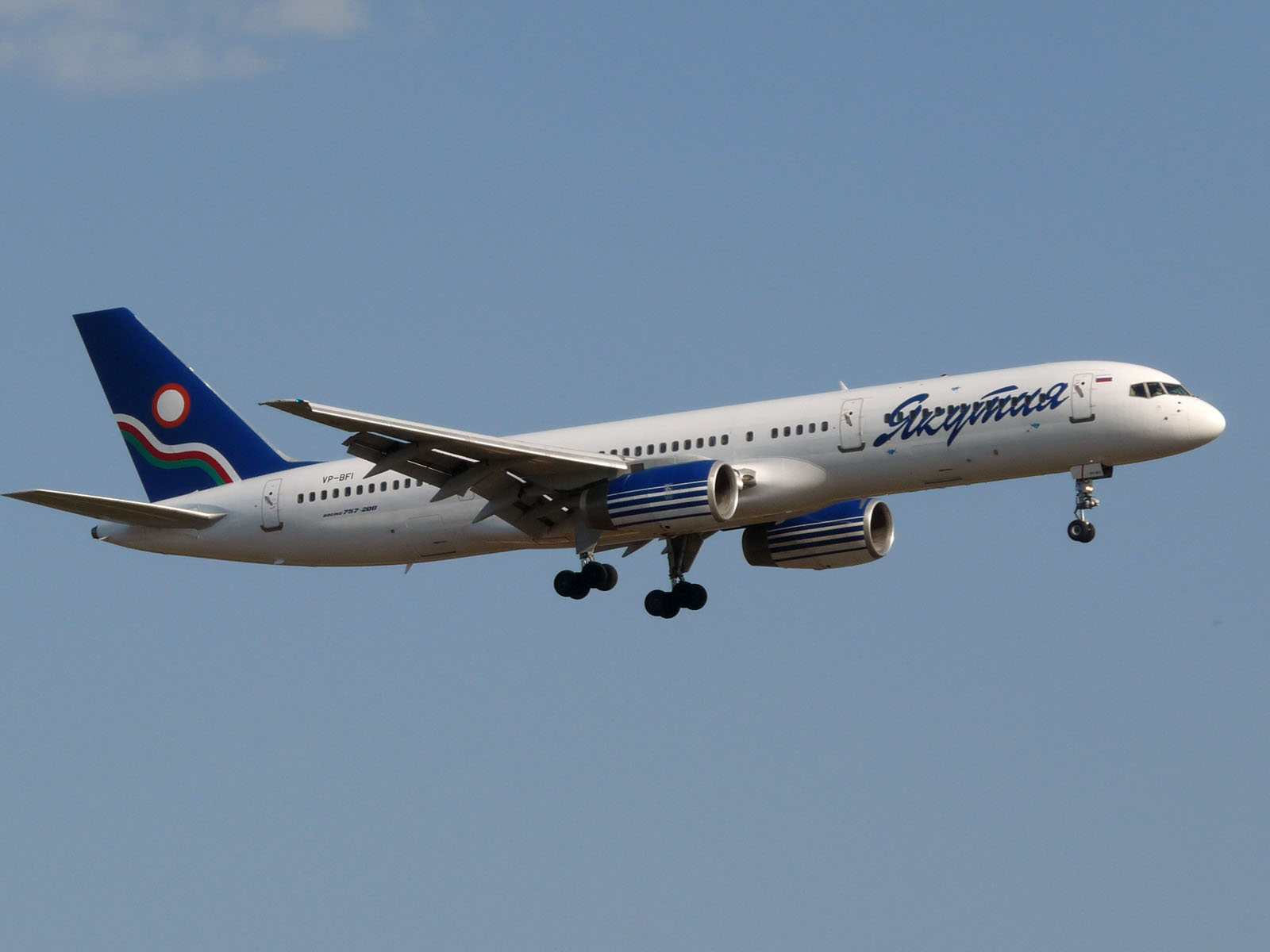
Боїнг-757 авіакомпанії «Якутія»

Див. також: Якутія (авіакомпанія)
Див. також: Полярні авіалінії
Див. також: Алроса (авіакомпанія)
Див. також: Список аеродромів Якутії
Бурхливий розвиток авіації в XX столітті сприяв освоєнню північних територій Росії. До цього дня безліч населених пунктів на Півночі пов'язані із зовнішнім світом майже виключно повітряним шляхом. За радянських часів, особливо в період так званого «розвинутого соціалізму», авіація в Якутії була дуже розвинена і забезпечувала надійний транспортний зв'язок як всередині республіки, так і зв'язок республіки з іншими регіонами СРСР. Після настання ринкових часів авіація різко зменшила свої обороти. Закрилося безліч аеропортів, насамперед невеликих. Ціни на квитки стали важкодоступними, з цієї причини населення у великій своїй масі стало уникати авіації і віддавати перевагу іншим засобам пересування, якщо такі доступні.
Проте, Якутія продовжує залишатися регіоном Росії з досить розвиненим повітряним транспортом. У республіці на початок 2010-х рр. діяло 23 аеропорти. Авіаційний транспорт залишається основним цілорічним пасажирським видом транспорту в республіці. На частку авіації тут припадає близько 65 % пасажирообороту. Авіація широко використовується не тільки для перевезення пасажирів на далекі відстані, але також для перевезення на відносно короткі відстані — у внутрішньорайонних і міжрайонних республіканських сполученнях. Повітряний транспорт виконує завдання МНС, функції санітарної авіації та інші авіароботи.
На території Якутії знаходяться три аеропорти державного значення (Якутськ, Тіксі, Чокурдах), 35 аеродромів (в тому числі невикористовувані) місцевих повітряних ліній і 195 посадкових майданчиків. Злітно-посадкові смуги зі штучним покриттям обладнані в дев'яти аеропортах: Якутськ, Мірний, Тіксі, Чокурдах, Черський, Вілюйськ, Чульман, Алдан, Полярний. Більшість аеропортів в даний час знаходяться або в критичному стані, або в стадії припинення свого існування. Найближчим часом планується закрити ряд аеропортів, в той же час реконструювати 16 аеропортів, у восьми з них побудувати нові будівлі і споруди.
Найбільші аеропорти мають авіазв'язок з центральними районами Росії. Аеропорт Якутська зв'язаний прямими авіалініями з Москвою, Санкт-Петербургом, Новосибірськом, Красноярському, Іркутськом, Хабаровському, Магаданом та іншими містами, а також здійснює міжнародні польоти в 13 країн світу. Тіксінський аеропорт федерального значення забезпечує польоти високоширотною трасою і є аеропортом спільного базування військово-повітряних сил і авіації федеральної прикордонної служби.
Після розвалу радянського монополіста — компанії «Аерофлот» — в Якутії поступово оформилися три основні авіакомпанії: «Якутія», «Полярні авіалінії» і МАП АК «Алроса». Авіакомпанія «Якутія» — основна, єдина міжрегіональна авіакомпанія; її головною метою є авіасполучення Якутії з Москвою, іншими великими містами і курортами Росії, ближнього і частково далекого зарубіжжя. Авіакомпанія «Полярні авіалінії» (єдина внутрішньорегіональна) спеціалізується на авіаперевезеннях всередині республіки. Мірнінске авіапідприємство «Алроса» головним своїм завданням вважає забезпечення розвитку західно-якутського алмазодобувного кластера економіки і його зв'язку з Якутськом, Москвою та іншими містами і центрами.
Станом на початок 2010-х рр., В ЗМІ періодично виникали чутки про можливе в найближчому майбутньому серйозне реформуванні авіаційного комплексу республіки, а точніше, про злиття двох або навіть усіх трьох основних авіакомпаній республіки в одну велику.
Колишні авіакомпанії республіки: «Сахаавіа» і «Якутські авіалінії» (злилися в авіакомпанію «Якутія»), авіакомпанія «Ілін» (закрилася в 2011 р).
Інші підприємства авіаційного комплексу республіки:
- Виробничо-комерційне авіаційне підприємство «Дельта К»[11];
- Філія «Аеронавігація Північно-Східного Сибіру» ФГУП «Держкорпорація з організації повітряного руху»[12];
- ГУП «Дирекція аеропортів Республіки Саха (Якутія)»;
- Державна освітня установа середньої професійної освіти «Якутський авіаційне технічне училище цивільної авіації»[13];
- 12 підприємств з надання послуг основним операторам авіаційного бізнесу (ВАТ «Обчислювальний центр Якутавіа», ВАТ «Аеропорт ГСМсервіс», ТОВ «Бізнестранссервіс», 9 агентств з продажу авіаперевезень).

## Водяний транспорт

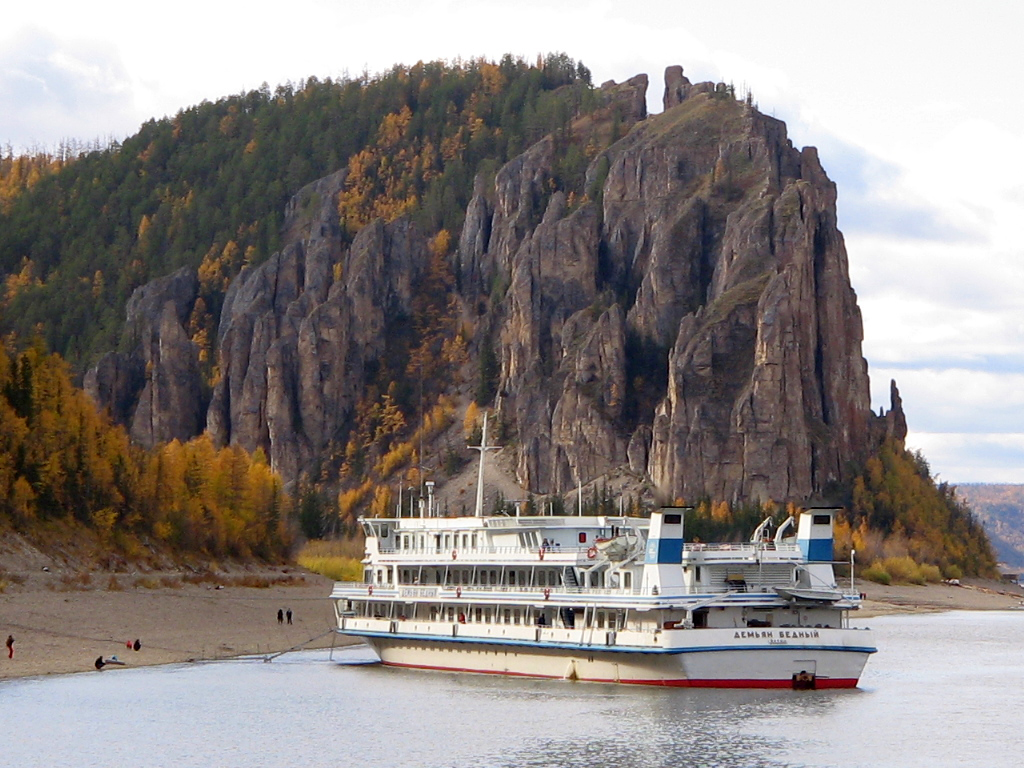
Круїзний теплохід «Дем'ян Бідний» на Ленських стовпах

Див. також: Ленське об'єднане річкове пароплавство
Водний транспорт — на сьогоднішній день основний вид транспорту в республіці, грає дуже велику роль в забезпеченні північного завезення. Саме під час короткої північній навігації, тривалість якої становить приблизно 4,5 місяці (з початку червня до середини жовтня), відбувається основне завезення вантажів як в республіку, так і всередині неї.
Довжина експлуатованих водних шляхів на її території становить 21,8 тис. км, з них на обслуговувані шляхи складають 13,6 тис. км. Якутія має розгалужену мережу водних шляхів сполучення: ділянку Північного морського шляху; через всю її територію протікає р. Лена — головна водна магістраль з притоками рр. Алдан і Вілюй; в північній частині республіки — річки Анабар, Оленьок, Яна, Індигірка і Колима.
Мережу водного транспорту республіки утворюють п'ять річкових портів (Ленський, Ольокмінський, Якутський, Ніжнєянський, Білогірський) і два морських арктичних порти — ВАТ «Тіксінський морський порт» і ВАТ «Зеленомиський морський порт».
Морський транспорт обслуговує 12 арктичних улусів — від Хатанзької затоки до пункту Певек, а також райони Чукотки. Особливістю СМП як водної транспортної магістралі є його льодовитість і стислість навігаційного періоду (40-70 днів). Все це обумовлює необхідність спеціального технічного оснащення магістралі і особливу організацію плавання (будівництво криголамів, використання повітряного флоту для льодової розвідки, створення спеціальної метеослужби, засобів навігаційного спостереження і т. д.). Головний морський порт республіки — Тіксі. За радянських часів на СМП спостерігався жвавий рух, але з 1987 по 2001 рр. вантажообіг порту Тіксі скоротився в декілька разів. Останнім часом намітилася тенденція зростання вантажообігу порту Тіксі за рахунок збільшення поставок сирої нафти та лісоматеріалів на експорт. В порти республіки по СМП завозиться близько 60 тис. тонн нафтопродуктів на рік з портів Північного-Заходу.
Головним водним перевізником в республіці є ВАТ «Ленське об'єднане річкове пароплавство» (ЛОРП) — одне з провідних транспортно-виробничих підприємств не тільки Республіки Саха (Якутія), але і північного сходу країни в цілому, внесене в список системоутворюючих підприємств Росії та перелік стратегічних підприємств Якутії.
Відмінною особливістю водного флоту республіки є наявність унікального флоту суден класу «річка — море» (танкери, суховантажі та ін. судна). Це дозволяє компанії ЛОРП виконувати вантажоперевезення по Лені, її притоках, інших річках Якутії і здійснювати каботажне плавання морем. ЛОРП оперує на ділянці Північного морського шляху від Хатанзької затоки до Певека і завозить усі необхідні вантажі в порти Хатанги, Анабару, Оленька, Яни, Індигірки, Колими. Таким чином, ЛОРП грає важливу роль в економіці не тільки Якутії, а й усього північного сходу Росії.
Крім ЛОРП в транспортному комплексі республіки оперують інші юридичні особи — водні перевізники, такі як «Арктичне морське пароплавство», «Колимська судноплавна компанія», «Янське річкове пароплавство», ХК «Якутський річковий порт» з дочірніми підприємствами «Судноплавна компанія „Якутськ“», «Судноплавна компанія „Вілюй“», « Пасажирське райуправління», а також судноплавна компанія АЛРОСА — Лена", що є дочірнім суспільством ВАТ"АЛРОСА".
У воднотранспортному комплексі республіки в перевезеннях також беруть участь судноплавні компанії, що базуються в інших регіонах Росії. З Іркутської області: ТОВ «Верхньоленське річкове пароплавство» (лінія Осетрово — Лєнск), ВАТ «Кіренська РЕБ флоту», ВАТ «Олексіївська РЕБ флоту» та ВАТ «Осетровскій річковий порт». З Мурманської області: ВАТ «Мурманське морське пароплавство». З Владивостоку: ЗАТ «РИМСКО» (завезення Північним морським шляхом).
На сьогоднішній день, більшість вантажів в республіку надходить змішаним залізнично-водним маршрутом Транссиб — БАМ — порт Осетрово — річка Лена. У порту Осетрово (м Усть-Кут Іркутської області) перевалюється 80 % вантажів для республіки. Ця транспортна схема, що складалася десятиліттями може поступово змінитися лише за умови повної добудови Амуро-Якутської залізничної магістралі з виходом її в Якутський річковий порт і подальшим зростанням ролі залізниці в справі забезпечення вантажних перевезень в республіці.
Якутський річковий порт — важливий логістичний вузол північного сходу Росії. Сучасний порт побудований в 60-х рр. XX ст. Відіграє важливу роль у забезпеченні північного завезення. Звідси в період навігації суднами класу «річка-море» здійснюється завезення вантажів на Колиму, Індигирку й інші північні річки, включаючи не тільки Якутію, а й Чукотку, північ Красноярського краю.
Основний обсяг перевезень як вантажів так і пасажирів припадає на внутрішньореспубліканські перевезення. Міжобласні перевезення теж значні — це завезення вантажів з порту Осетрова (так зване північне завезення), а також обмін вантажами з Магаданської областю і Чукотським автономним округом. Вантажна обробка флоту проводиться більше ніж у 200 портах-пристанях, близько 30 з яких мають причальні споруди і перевантажувальну техніку. В інших пунктах судна обробляються біля необладнаного берега. Вантажопотік що надходить Північним морським шляхом обслуговується в морських портах Тіксі і Зелений мис. Водним транспортом перевозяться нафту і нафтопродукти, кам'яне вугілля для потреб житлово-комунального господарства, ліс в плотах, суховантажі, будівельні матеріали, продовольство та ін.

### Пасажирські перевезення
Водний транспорт в Якутії грає також важливу роль в пасажирських перевезеннях, оскільки часто це не тільки самий зручний, але і єдиний спосіб дістатися до місця призначення. Пасажирське сполучення підтримується п'ятьма пасажирськими суднами на лініях:
- Якутськ — Нєєлова (Тіксі) — т/х «Механік Кулібін», пр. 646;
- Якутськ — Жиганськ і Якутськ — Ольокмінськ — Чапаєве (т/х типу ОМ);
- Якутськ — Ісіт і Якутськ — Чейе-Терде (т/х типу «Москва»).

Поряд з пасажирськими лініями велику розгалуженість мають швидкісні пасажирські перевезення. Суднами основних пасажирських компаній (ТОВ «Пасажирське райуправління» і ТОВ «Ленатурфлот») виконуються рейси СПК («Ракета», «Метеор», «Восход», «Полісся») по Лені і її притоках:
- з Якутська за напрямками Якутськ — Сангар — Жиганськ і Якутськ — Ольокмінськ;
- з Пеледуя за напрямками Вітім — Ленск — Ольокмінськ і Пеледуй — Кіренськ — Усть-Кут.
- Алданом на СПК «Поліссі» здійснюються перевезення по лініях Хандига — Усть-Мая — Томмот.[20]

Завдяки нерозвиненості дорожньої інфраструктури Якутії, іншої альтернативи для населення більшості малих населених пунктів влітку немає, але пасажиропотік нині забезпечений слабо в зв'язку з нечисленністю населення і дорожнечею квитків, кількість рейсів скоротилася в ряді випадків в десятки разів у порівнянні з 70-ми і 80-ми роками. За радянських часів «Ракети» ходили також і від Якутська по Лені і Алдану до Хандиги — рейс скасований в 1998 р, а коли на Вілюї була судноплавна обстановка (як правило, на початку навігації) — від Якутська по Лені і Вілюю до Вілюйська. Існував також вельми популярний рейс «Ракет» Якутськ — Соттінци. Деякі з перерахованих вище рейсів перевищують 600—700 км (найдальший — Якутськ-Жиганськ 771 км). «Ракета», як правило, відправляється з Якутська рано вранці, близько 5-6 годин ранку і прибуває до місця призначення ввечері (див. Розклад), тобто для рейсу в одну сторону використовується майже весь світловий день. Всі лінії обслуговуються теплоходами ще радянського виробництва заміни яким немає, так як ці серії давно зняті з виробництва. Ці судна вважалися далеко не новими ще в 80-ті роки — на деяких з них уже тоді стояв другий або третій за рахунком двигун. Якутські річковики донині підтримують ресурс суден-ветеранів, лагодять і змінюють мотори.
За радянських часів важливу роль в пасажирських перевезеннях грали також теплоходи типу «Зоря», особливо на невеликих річках. Таким був їхній флот на Лені, Вілюю, Алдані та Колимі:
- Якутськ — не менше 6 суден (діяв рейс Якутськ — Ісіт)
- Пеледій — не менше 4 суден
- Лєнск — не менше 4 суден
- Ольокминськ — не менше 3 суден
- Усть-Кут — не менше 4 суден
- Нюрба — не менше 2 суден (діють на даний час)
- Усть-Мая — 1 судно
- Зирянка — 1 судно

Станом на 2014 підтверджені дані про працюючі т/х «Зоря» є тільки з Усть-Кута, Нюрби і Усть-Маю. На Вілюї перевезення здійснюються теплоходом «Зоря» (ТОВ «Вілюй») на лінії Нюрба — Маликай.

## Автомобільний транспорт

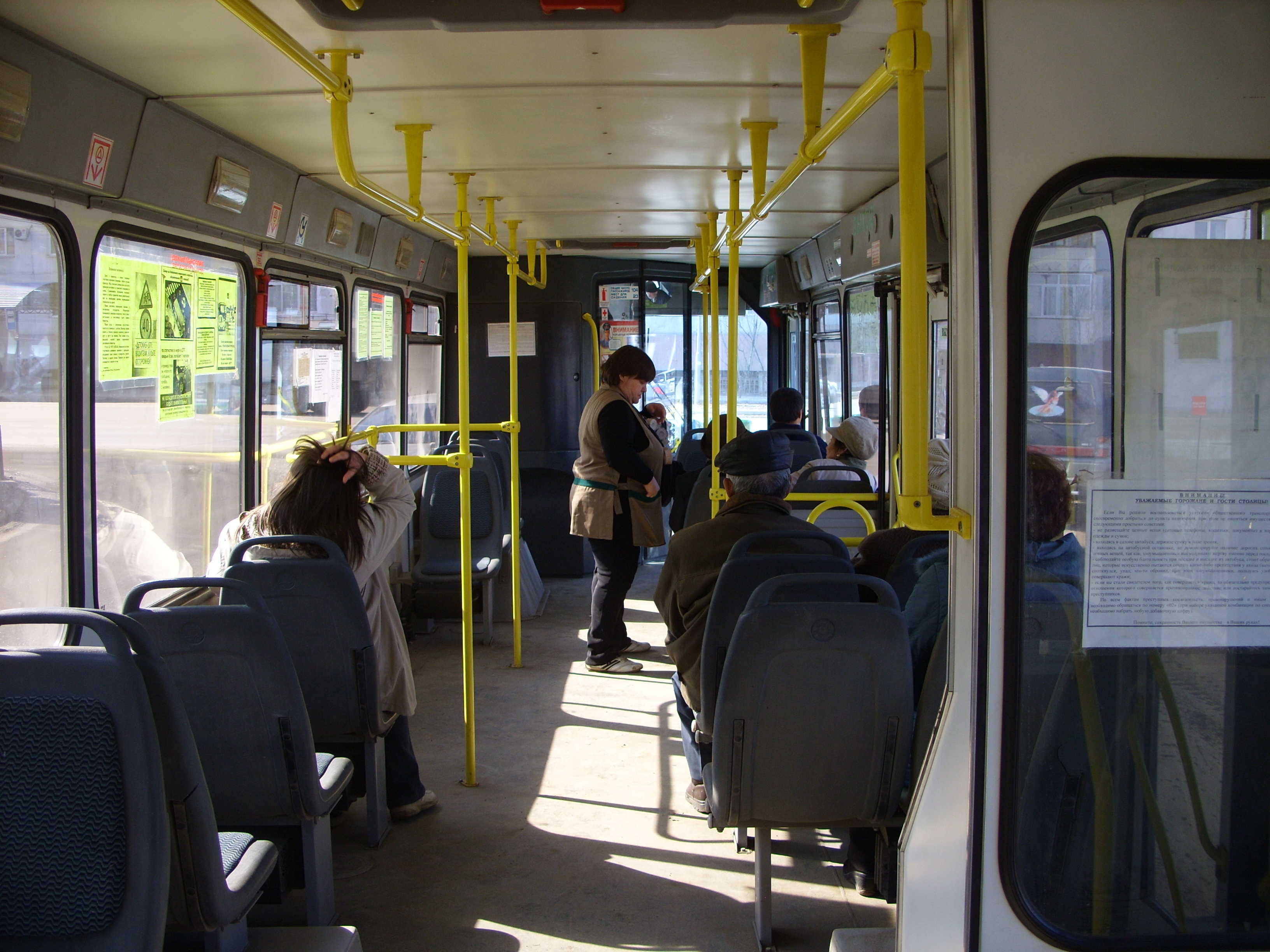
В автобусі. м Якутськ

Автомобільний транспорт також грає дуже важливу роль для республіки, оскільки при вкрай недостатньому розвитку залізниць, автодороги найчастіше є єдиними наземними шляхами сполучення. Автотранспорт в Якутії розвинений досить добре. Його головна вразлива риса — знову-таки сезонність, так як в республіці вкрай мало хороших цілорічних доріг, велика частина вантажоперевезень ведеться по зимникам.
Мережа автомобільних доріг на території республіки має протяжність понад 30 тис. км, з яких більше половини представлені тимчасовими (сезонними) дорогами — автозимниками. Вона включає 21,8 тис. км (65 %) доріг загального користування, з них з твердим покриттям — 7,6 тис. ем. Для республіки, в її масштабах, є характерним слабкий розвиток автодорожньої мережі, територіальна ізольованість окремих доріг, а також значний розвиток відомчої дорожньої мережі, яка фактично виконує функції автодоріг загального користування. Транспортним зв'язком автодорогами з твердим покриттям забезпечені тільки 16 улусів (районів) з 35. Практично вся мережа автомобільних доріг в районах розташованих в арктичних широтах представлена зимниками з періодами експлуатації до 8 і менше місяців в році, тобто взимку дорожня мережа в Якутії різко зростає за рахунок зимників. Недоліки тимчасових доріг очевидні і величезні, але є і деякі переваги. Зокрема їх облаштування не потребує значних капітальних вкладень і часу — в порівнянні з будівництвом категорійних доріг цілорічної дії. Також вони мають екологічні переваги: при їх спорудженні не завдається значної шкоди навколишньому середовищу в зоні вічної мерзлоти. Зимники в Якутії прокладаються, як правило, по кожній великій річці (наприклад, Колима, Індігірка, Яна), а всередині районів — практично до кожного населеного пункту. Протяжність таких трас становить від кількох сот (Асима — Сангар — 310 км) до декількох тисяч кілометрів: наприклад, траси Удачний — Саскилах — Юрюнг-Хая (1364 км), Хандига — Батагай — Усть-Куйга (1262 км).
Основні автодороги Якутії:
- А360 «Лена» ; Великий Невір — Якутськ (Нижній Бест) («автомобільний АЯМ»), цілорічна, в основному з гравійним покриттям;
- Р504 «Колима»; Якутськ (Нижній Бест) — Магадан, цілорічна, гравійне покриття, відсутній міст через Алдан;
- А331 Федеральна автодорога «Вілюй»; Якутськ — Мірний, умовно цілорічна, гравійне, грунтове покриття, не вистачає мостів через багато річок, в літній час деякі ділянки перетворюються в болото; див. також Вілюйський тракт;
- P501 Покровський тракт; Якутськ — Покровськ — Мохсоголлох — Булгунняхтах; покриття — розбитий асфальт;
- P502 «Амга»; автодорога республіканського значення Нижній Бестях — Амга; будується її продовження — ділянка від Амги до Усть-Маї; асфальт на ділянці Нижній Бест — Майя, далі гравій;
- Намський тракт; Якутськ — Намци; асфальтове покриття;
- «Алдан»; будується автодорога республіканського значення Хандига — Джебарікі-Хая — Ельдикан ;
- «Анабар»; автодорога республіканського значення Ленськ — Мирний — Чернишевський — Айхал — Удачний, цілорічна, в основному гравійне покриття, планується її продовження Удачний — Оленьок — Саскилах — Юрюнг-Хая;
- «Яна» ; автодорога республіканського значення 533 км а/д «Колима» — Тополине — Батагай — Усть-Куйга — Депутатський — Біла Гора; протяжність 1820 км; цілорічний рух можливий тільки на ділянці 533 км а/д «Колима» — Тополине, ділянці Усть-Куйга — Депутатський, а також між сел. Тукума і Батагай; ділянка Тополине — Батагай — Усть-Куйга — автозимник по річці Яна протяжністю близько 1000 км;
- Автодорога Ельдикан — Югорьонок; республіканського значення, цілорічна дорога, що зв'язує з «великою землею» через пристань на Алдані Ельдикан робітничі селища на сході Усть-Майського району зайняті золотодобуванням — Аллах-Юнь, Звьоздочка, Солнєчний, Иникчан, Бріндакіт, Югорьонок; в зв'язку з реструктуризацією золотодобувної галузі Якутії, можливо, зараз дорога в занепаді точно так само, як і вищеназвані селища, і в деяких місцях стала непроїжджою; згідно з одним із розглянутих варіантів у майбутньому може стати сегментом відродженого Аянського тракту; див. також Амгіно-Аянський тракт;
- «Арктика»; найдовший в Якутії автозимник Усть-Нера — Зирянка — Черський і далі на Чукотку; цілорічний рух тільки на ділянці Зирянка — Угольноє, гравійне покриття;
- «Борогон»; Соттінци — Борогонци;
- «Верхоянье»; Батагай — Верхоянск;
- «Мюрю»; Майя — Тюнгюлю — Борогонци — Черіктей;
- «Оймякон» (або «Південна дорога»); Кюбеме (752 км а/д «Колима») — Томтор — межа Магаданської області;
- «Умнас»; Ольокмінськ — Бірюк, гравійне покриття;

Перспективи розвитку сучасної дорожньої мережі республіки пов'язані зі створенням опорної магістральної (широтної та меридіанальної) мережі надійних цілорічних автодоріг: Якутськ — Великий Невір, Якутськ — Вілюйськ — Мірний, Якутськ — Хандига — Магадан, Якутськ — Амга — Усть-Мая — Нелькан з виходом через Хабаровський край на морський порт Аян. Ведеться будівництво автомобільних доріг республіканського значення, які повинні будуть забезпечувати внутрішні перевезення (Амга — Усть-Мая, Бясь-Кюйоль — Кобяй, Хандига — Ельдикан, Алдан — Ольокмінськ — Ленськ та ін.).
Особливе місце в автодорожній і взагалі транспортній мережі республіки займає автодорога «Лена» (автомобільний АЯМ), якою здійснюється регулярний автодорожній зв'язок з іншими регіонами Росії. Рух нею від залізничних станцій Нерюнгрі й Томмот дуже інтенсивне, що викликає велике навантаження і швидке приведення в непридатний стан, особливо влітку в дощову погоду. До того ж траса побудована за нормативами 30-х — 50-х років і не розрахована на такий інтенсивний рух великовантажних фур. Реконструкція та капітальний ремонт автодороги який зараз проводиться, віднесено до пріоритетних проектів з формування опорної дорожньої мережі республіки.
Триває будівництво та реконструкція найважливішої республіканської автодороги «Вілюй» яка з'єднує із загальною мережею автомобільних доріг Горний, Вілюйський, Верхневілюйского, Нюрбінскій, Сунтарський і Мірнінський райони, а також через автозимники Мірний — Усть-Кут забезпечує транспортний зв'язок з Іркутської областю. На дорозі залишилося добудувати переходи через водні перешкоди. У 2007 р дорога була передана у федеральне управління і утворено ФДМ «Упрдор» Вілюй "".
На федеральній автодорозі «Колима» в кінці 2000-х рр. були введені в дію ряд важливих мостів (через рр. Ельгі, Великий Селерікан та ін.). Було забезпечено наскрізний рух на всьому протязі від Якутська до Магадана, хоча реконструкція дороги на окремих ділянках триває. Також на порядку денному стоїть спорудження мосту через Алдан в районі Хандиги про необхідність якого йдеться вже давно.
Регіональні автодороги «Амга» і «Анабар» забезпечують міжрегіональні зв'язки, мають велике значення для організації завезення вантажів, соціального розвитку та промислового освоєння Півночі і багато в чому вирішують завдання загальнодержавного значення.
В Якутії існує автобусне пасажирське сполучення, перш за все від автовокзалу міста Якутська. Міжміське сполучення зв'язує столицю з порівняно близькими, так званими «підміськими» улусами — Намським, Хангалаським, Мегіно-Кангалаським, Амгинским, Чурапчинським, Таттинським та Усть-Алданським. Правда, крім перших двох, всі вони знаходяться на іншій стороні річки (так звані «зарічні» райони), тому пряме сполучення від автовокзалу Якутська існує тільки в зимовий час. У Нижньому Бестясі за радянських часів існувало своє пасажирське автопідприємство яке в літній час здійснювало рейси за розкладом в райцентри і деякі інші пункти зарічних районів. Однак це підприємство зникло в 90-х роках XX ст. З цього часу і до цього дня пасажирів обслуговують приватні перевізники на різному транспорті (ПАЗ, УАЗ, легкові авто), що чекають на пристані на кожен річковий трамвай з Якутська. Нині в будівлі колишнього автовокзалу Нижнього Бестяха розміщується пост поліції.
Також від автовокзалу в Якутську ходять автобуси по АЯМу до Алдану — до залізниці. Автобусне сполучення існує також навколо інших міст Якутії — Нерюнгрі, Мирного та ін., а також на деяких ділянках федеральної дороги «Вілюй».
Про автомобільний пасажирський транспорт м. Якутська див. статтю Якутськ.

## Трубопровідний транспорт
Трубопровідний транспорт в Якутії грає велику роль в забезпеченні населення і підприємств дешевим паливом, має велике стратегічне значення для забезпечення життєдіяльності на Півночі і для зовнішньої торгівлі та економічних зв'язків.
Трубопровідний транспорт на території Якутії на початок 2010-х рр. представлений трубопроводами як федерального, так і локального республіканського значення.
- федерального значення:
  - нафтопроводом Східний Сибір — Тихий океан. В Якутії він проходить через Талаканське нафтове родовище, Ленськ, Олєкмінськ, Алдан, Нерюнгрі і має сім нафтоперекачувальних станцій на її території.[24] Як відомо з історії будівництва трубопроводу ВСТО, раніше планувався інший (південний) варіант прокладки, але в кінцевому рахунку було вирішено зупинитися на нинішньому варіанті траси, так як він дає можливість на майбутнє залучити потужності Талаканського, Верхньочонського, Чаяндінского, Середньоботуобінского та інших нафтогазових родовищ Іркутської області та Якутії. 4 жовтня 2008 року було здійснено запуск в експлуатацію в реверсному режимі частини ВСТО від Талаканського родовища до Тайшету довжиною 1105 км, що дозволяє здійснювати поставку нафти на Ангарський нафтохімічний комбінат. Станом на осінь 2008 року щомісячний видобуток нафти на родовищі становить близько 120 тис. тон.[25]
- республіканського значення:
  - системою газопроводів з Лено-Вілюйскої газоносної провінції в центральну Якутії: газопроводи Тас-Тумус — Берге — Якутськ — Мохсоголлох і Кисил-Сир — Мастах — Берге — Якутськ, що забезпечують Якутськ газом Усть-Вілюйського, Мастахського і Средневілюйского газових родовищ з численними відгалуженнями до інших населених пунктів Кобяйского і Вілюйского улусів;[26] газопровід Мастах — Берге — Якутськ має вихід по дну Лени на правий берег для газопостачання зарічних улусів;
  - газопровід Вілюйськ — Лєнск із Средневілюйского родовища;
  - нафтопровід Талакан — Вітім із Средньоботуобінского нафтогазоконденсатного родовища.

Місцевими трубопроводах щорічно перекачується близько 1500 млн кубометрів газу і 50 тис. тон нафти. Особливістю магістральної газопровідної системи республіки є те, що вона складається з двох локальних підсистем — Центрального та Західного регіону. Обидві підсистеми працюють технологічно незалежно один від одного. В експлуатації перебувають 4047 км газопроводів і 110 км нафтопроводів (не рахуючи федеральних).
Столиця республіки була газифікована в 1967 році, коли було завершено будівництво першого магістрального газопроводу Тас-Тумус — Якутськ.
У найближчих планах — будівництво газопроводу Якутія — Хабаровськ — Владивосток, що проектуюється для поставок природного газу з Якутії в Приморський край і країни Далекого Сходу.

## Міст через Лену в районі Якутська
Поєднаний (залізнично-автомобільний) міст через р. Олену в районі Якутська — одне з наймасштабніших транспортних споруд, запланованих до будівництва в республіці. Він буде мати величезне значення для розвитку транспорту і всієї економіки Якутії, і не тільки її. По одному з представлених проектів, міст буде складатися з 9 прольотів довжиною 154 м кожен. Він з'єднає діючі і споруджувані широтні автомагістралі «Колима», «Вилюй» і «Амга» зі споруджуваної меридіональною залізницею Беркакит — Томмот — Якутськ, забезпечить візит вантажних поїздів безпосередньо в порт Якутська для перевантаження на річковий транспорт і скорочення витрат, забезпечить можливість створення в місті Якутську великого мультимодального транспортного вузла, де воєдино зіллються кілька видів транспорту — залізничний, річковий, авіаційний і автомобільний, а саму столицю Якутії, де проживає чверть населення республіки і є в наявності великий промисловий потенціал, надійно з'єднає цілорічної і дешевої транспортним зв'язком з «великою землею».
Запланований міст довжиною близько 3 км дозволить скоротити собівартість доставки вантажів, усунути сезонність в їх завезенні, а також поліпшити транспортну забезпеченість і стимулювати мобільність жителів республіки. Після завершення будівництва суміщеного залізнично-автомобільного мосту в корені зміниться транспортна схема республіки: Якутськ і центральні райони республіки, де проживає близько 80 % населення, перейдуть на цілорічне транспортне забезпечення, поняття «північного завезення» збережеться лише для арктичних районів республіки. Велика частина вантажопотоку, призначеного для центральної Якутії, з річкового транспорту поступово переміститься на залізничний. За рахунок усунення або мінімізації значення мілководного плеча Осетрово — Якутськ відбудеться поліпшення і здешевлення схеми завезення вантажів. Якутський річковий порт буде працювати в зв'язці з залізничним транспортом, приймати вантажі і відправляти його по воді в північні райони. У перспективі, з'являється можливість організації єдиного змішаного залізнично-водного маршруту Китай — АЯМ — Якутський річковий порт — р. Лена — Північний морський шлях — Європа.
Споруда моста необхідна також з точки зору майбутнього: виходу залізниці на лівий берег р. Лена, що дозволить в майбутньому використовувати потужності західно-якутських родовищ, а в далекому майбутньому можлива споруда широтной залізниці Усть-Кут — Ленськ (що прописано в Стратегії розвитку залізниць Росії до 2030 року) і далі до Якутська. Споруда поєднаного моста дозволить також з'єднати відразу кілька автомагістралей: майбутню автодорогу «Вілюй», яка повинна з'єднати Іркутську область з Якутією, автомагістралі «Лена», «Колима» й «Амга».

## Фотогалерея

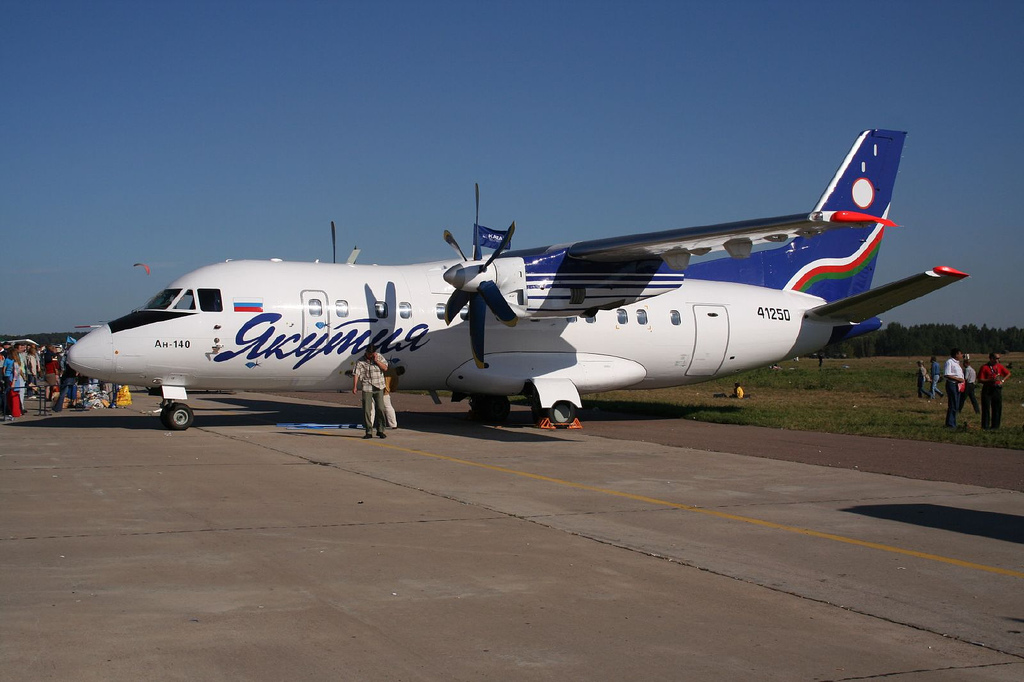
Ан-140 а/к «Якутія» на МАКС-2005
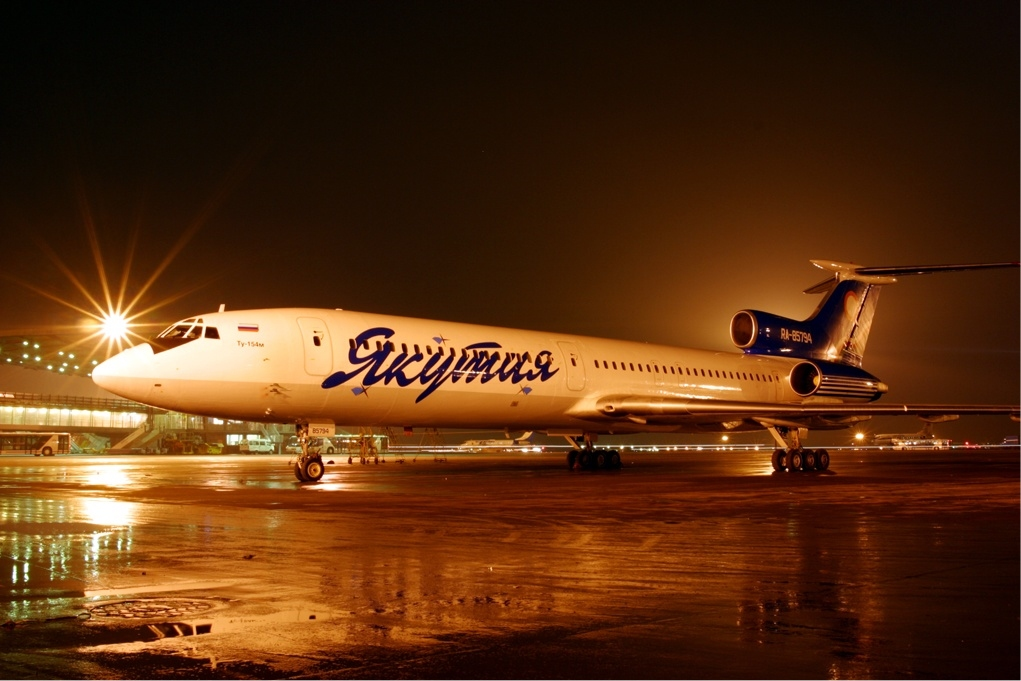
Ту-154 а/к «Якутія» в Москві
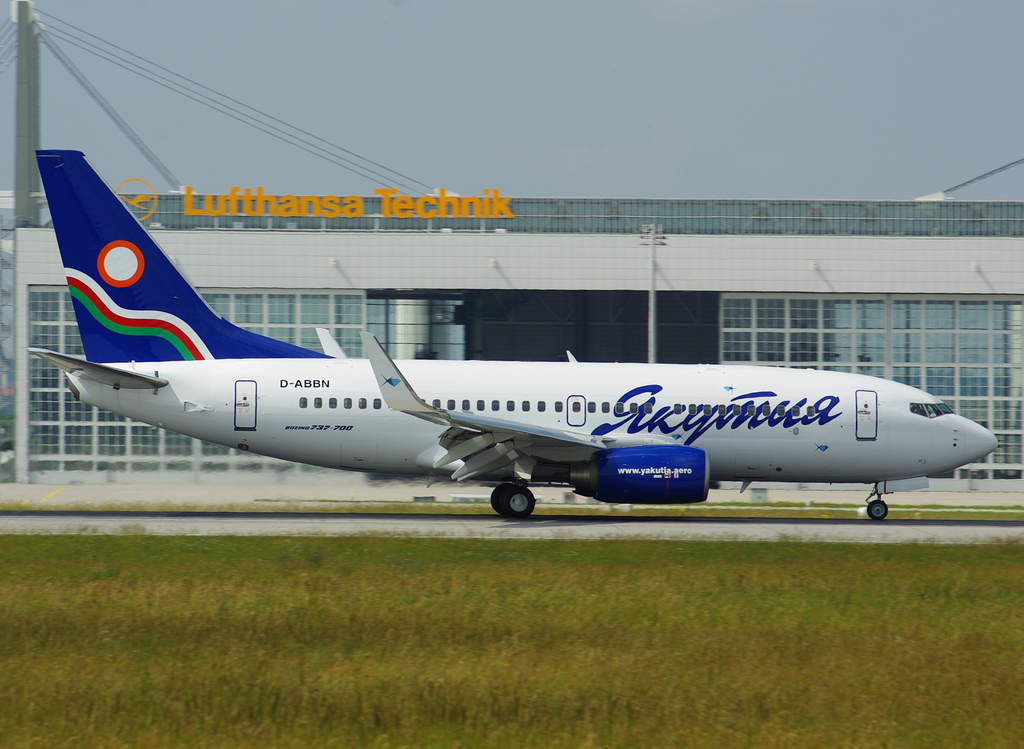
Боїнг 737-700 в Мюнхені
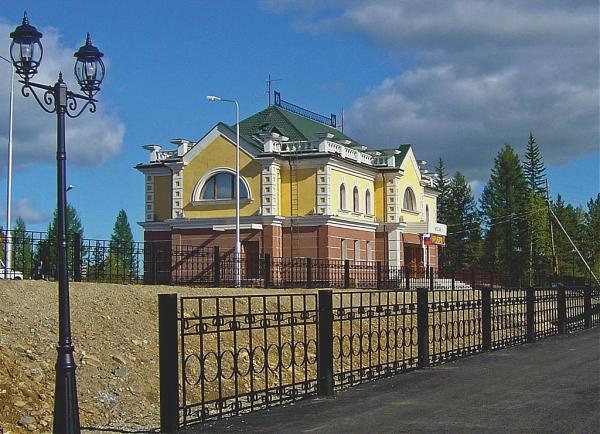
Вокзал станції Алдан
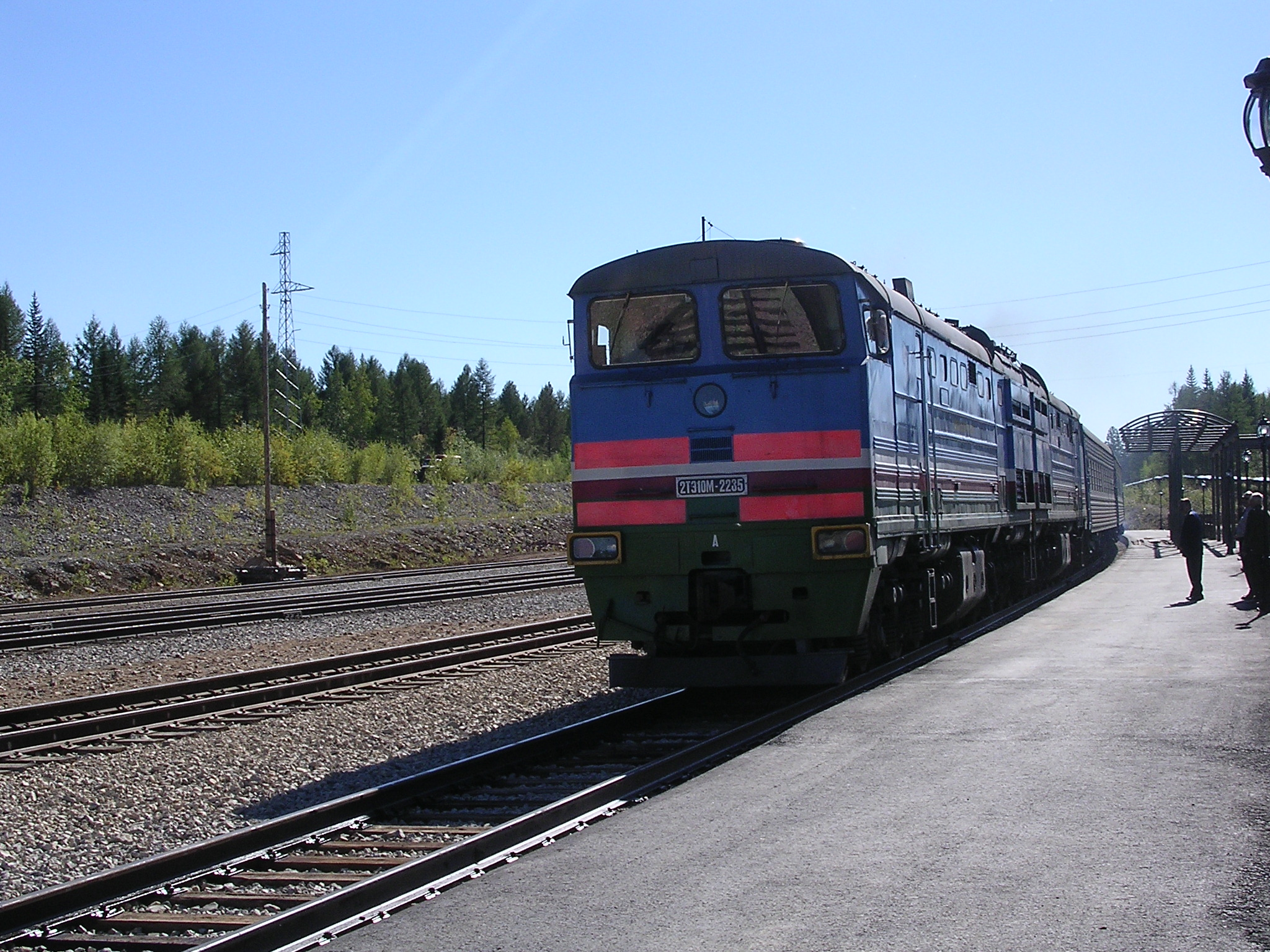
Прибуття поїзда на станцію Алдан
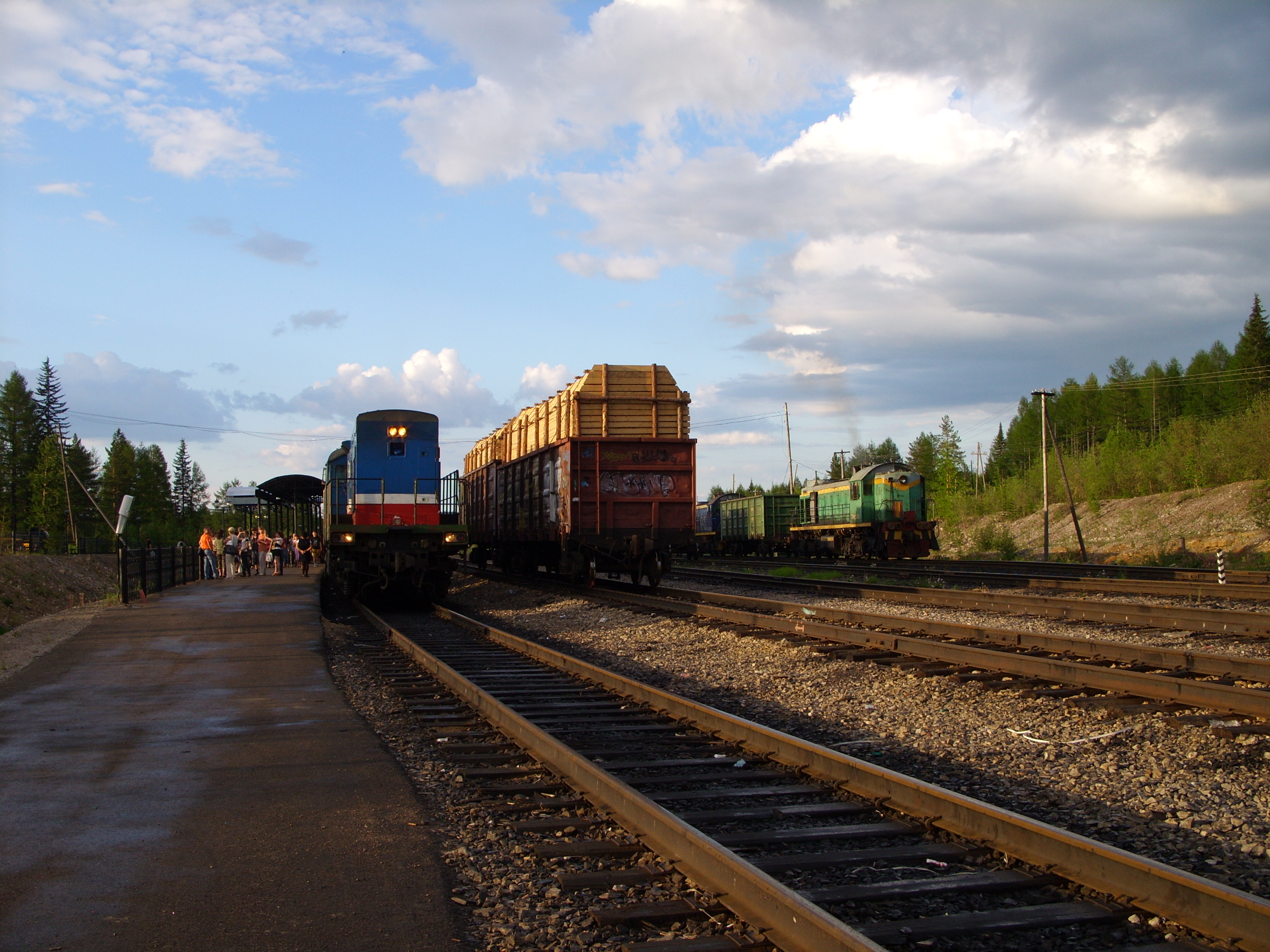
На станції Алдан
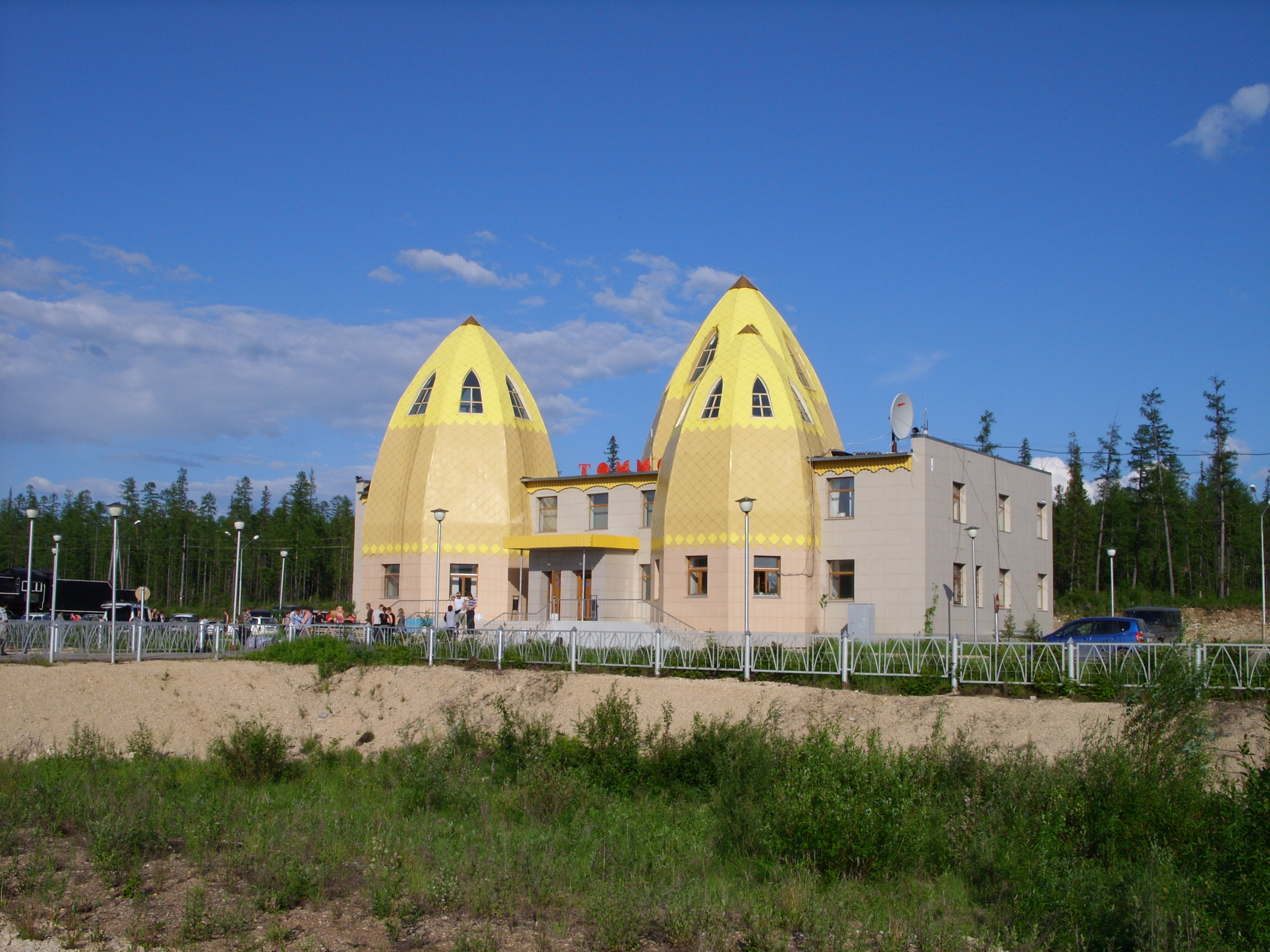
Вокзал станції Томмот
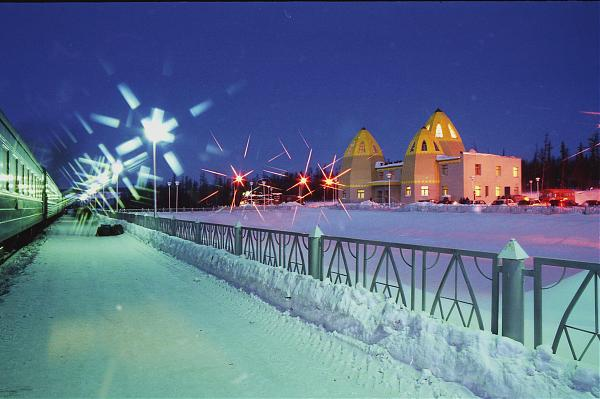
Зимовий Томмот
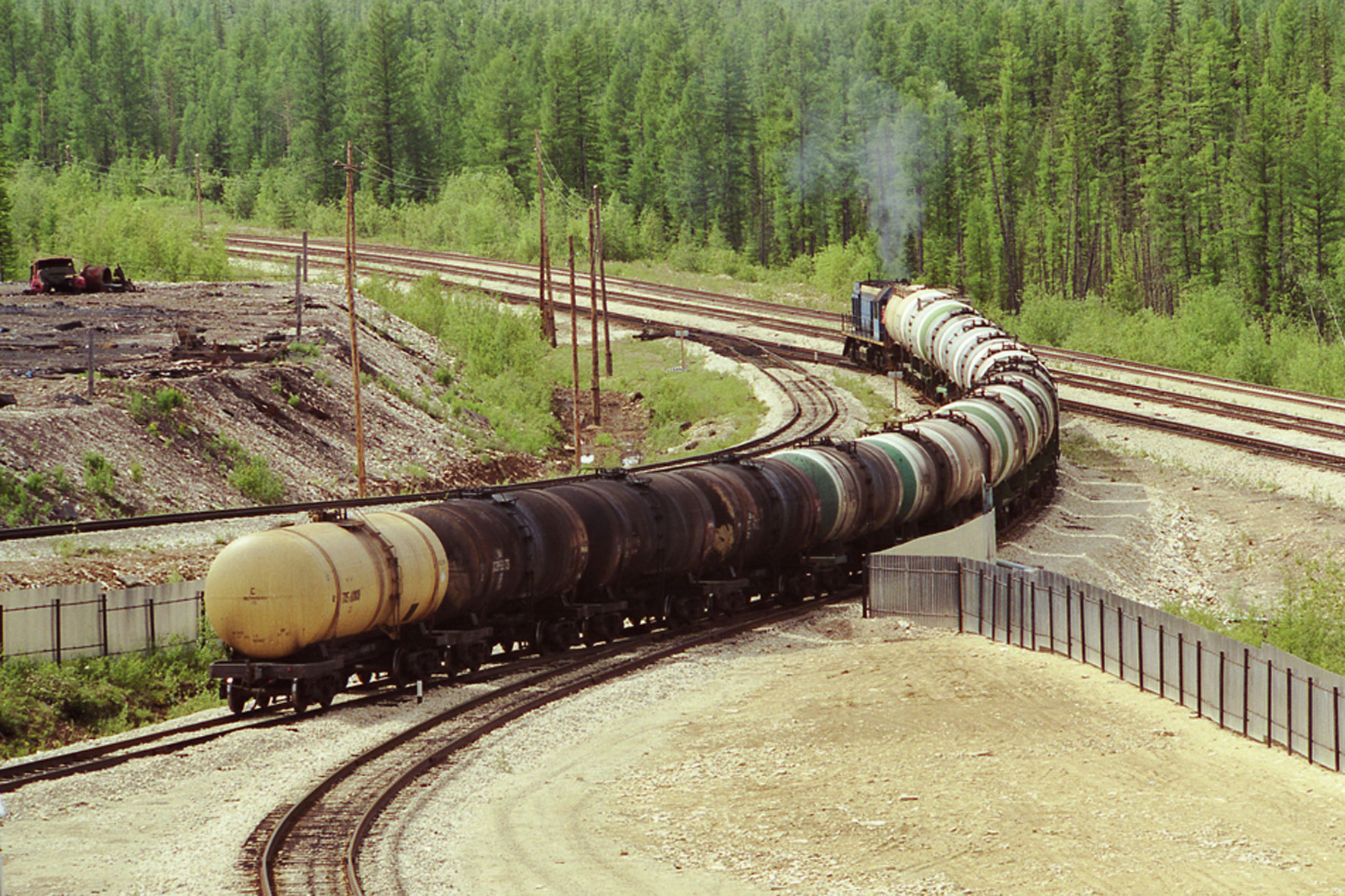
Маневрові роботи на станції Томмот
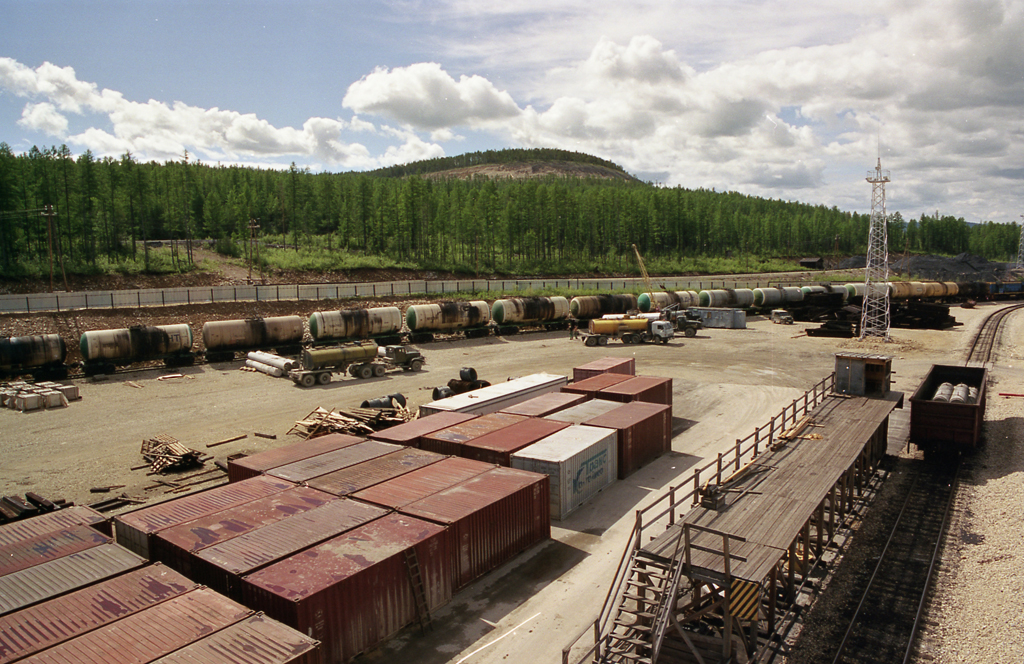
Вантажний двір станції Томмот
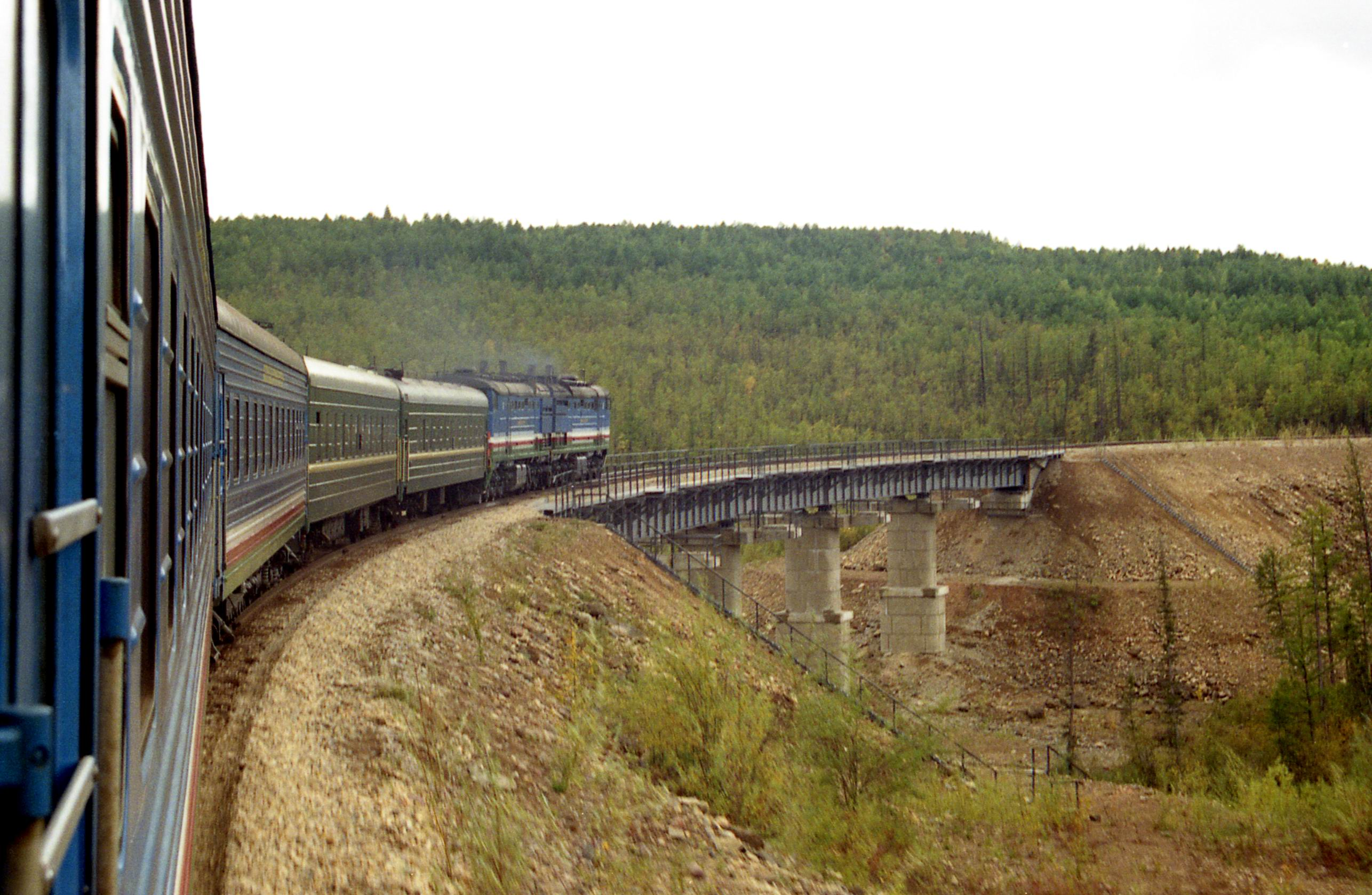
Поїзд на лінії між Томмотом і Алдановом
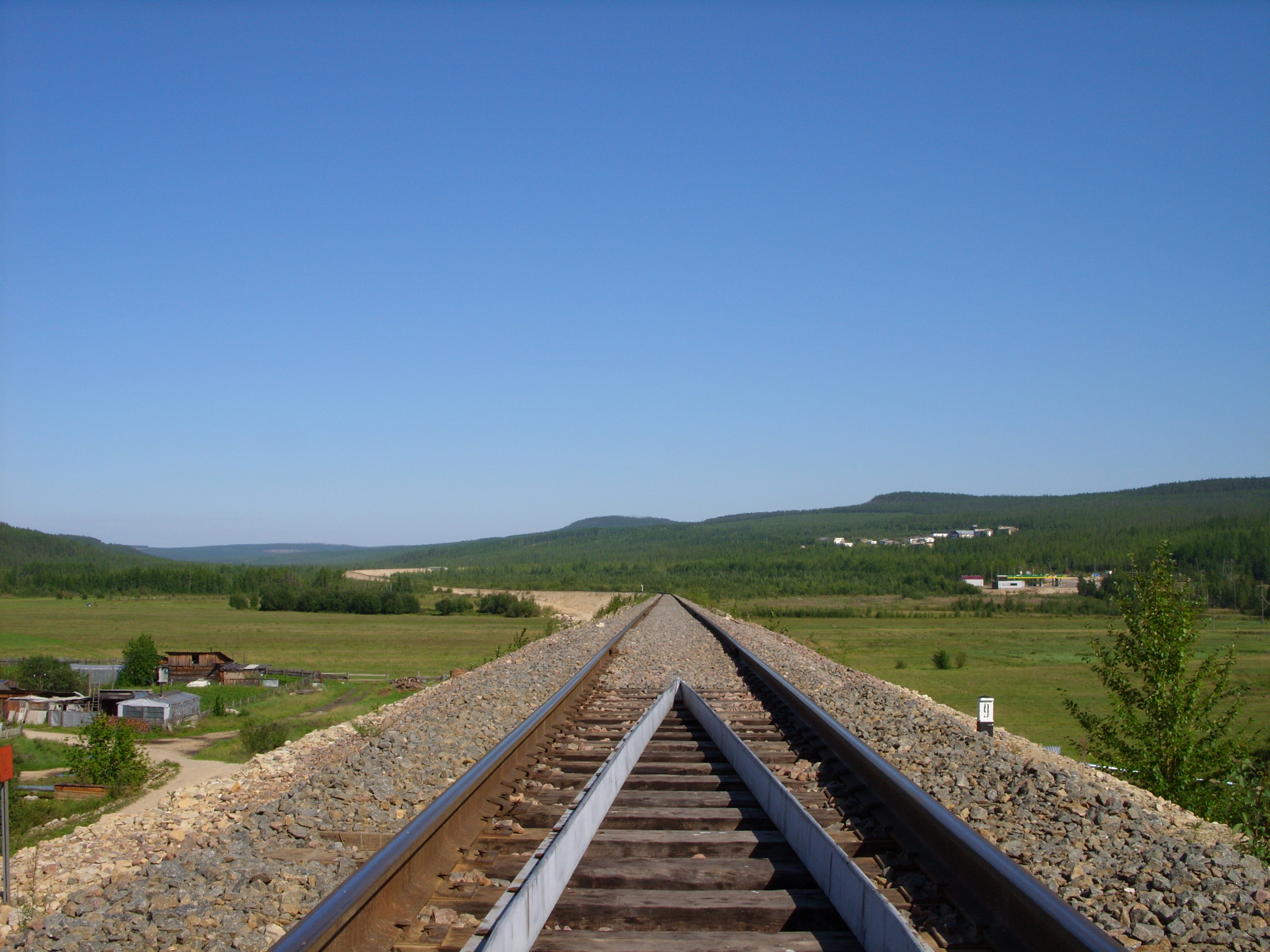
Томмот. АЯМ йде на Якутськ
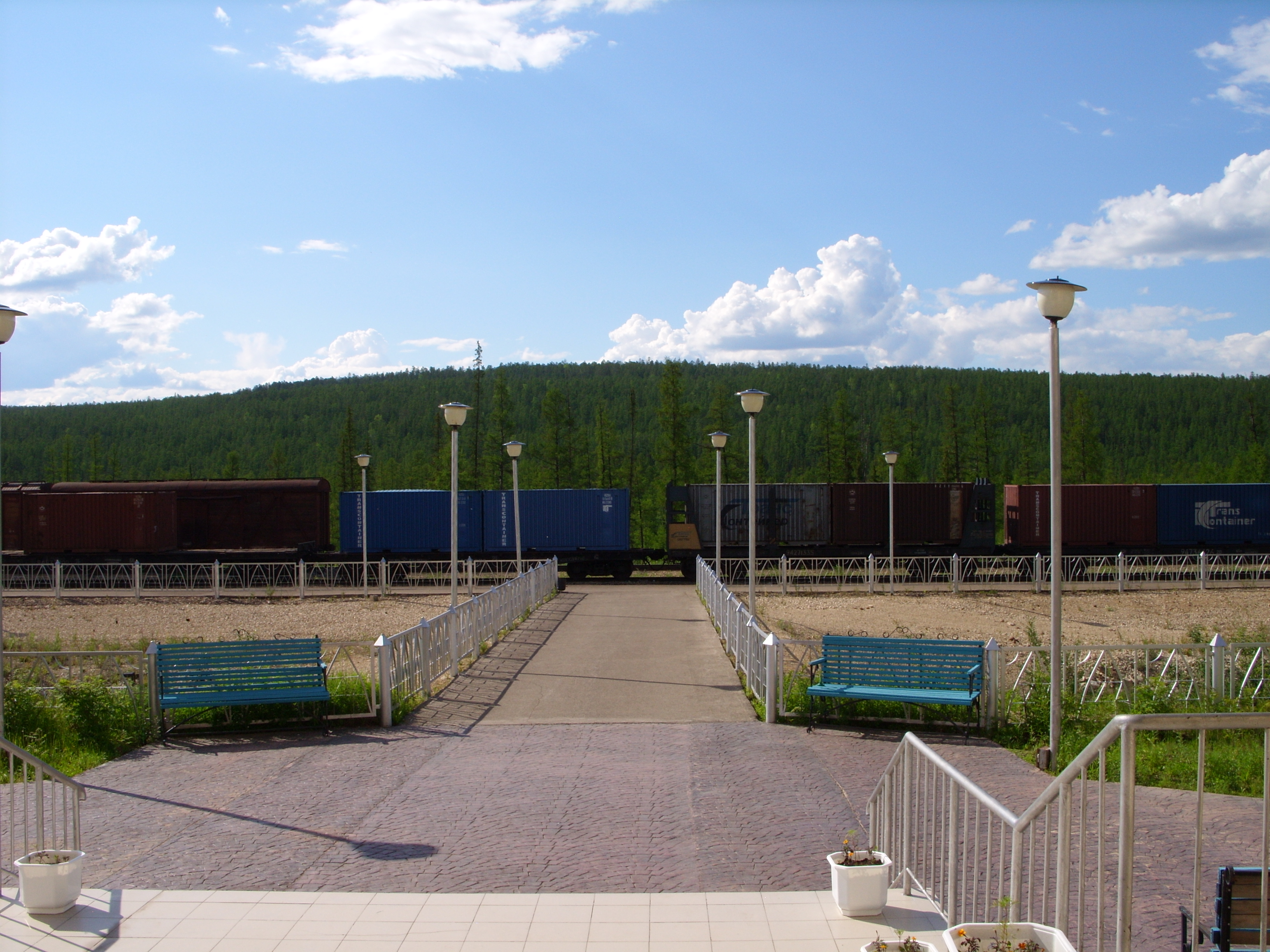
Станція Томмот
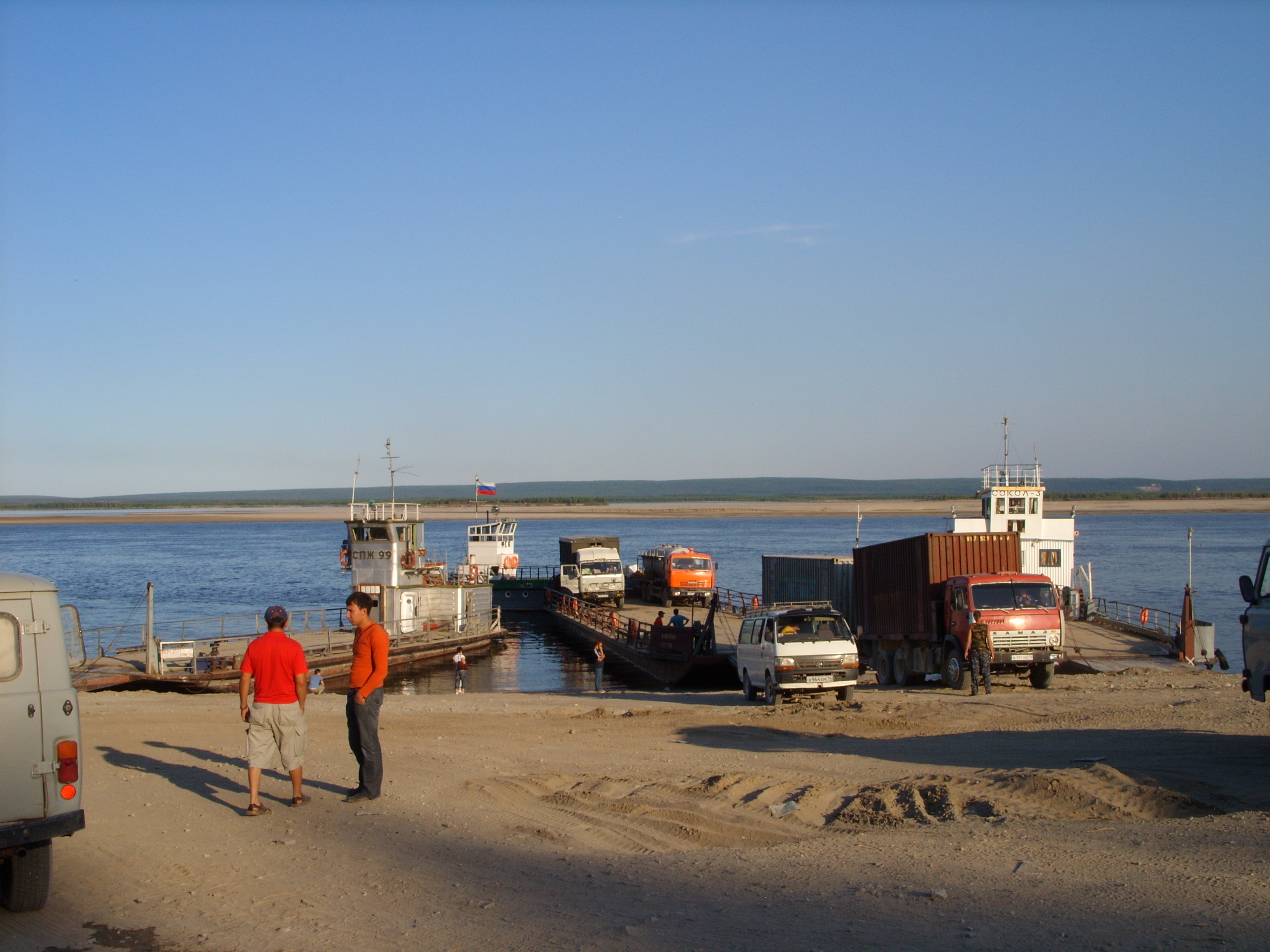
Пором Мохсоголлох - Качікатци
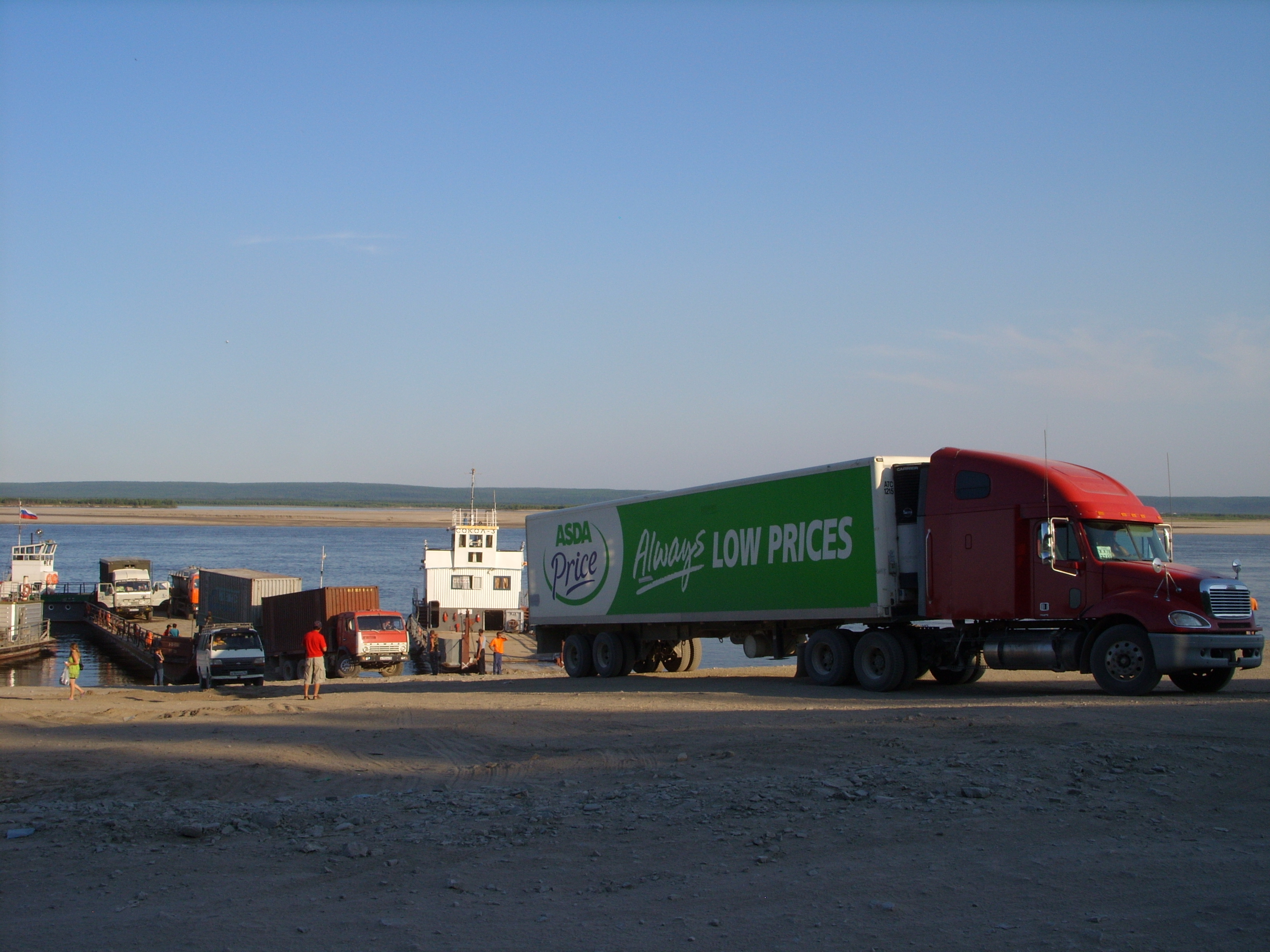
"-"
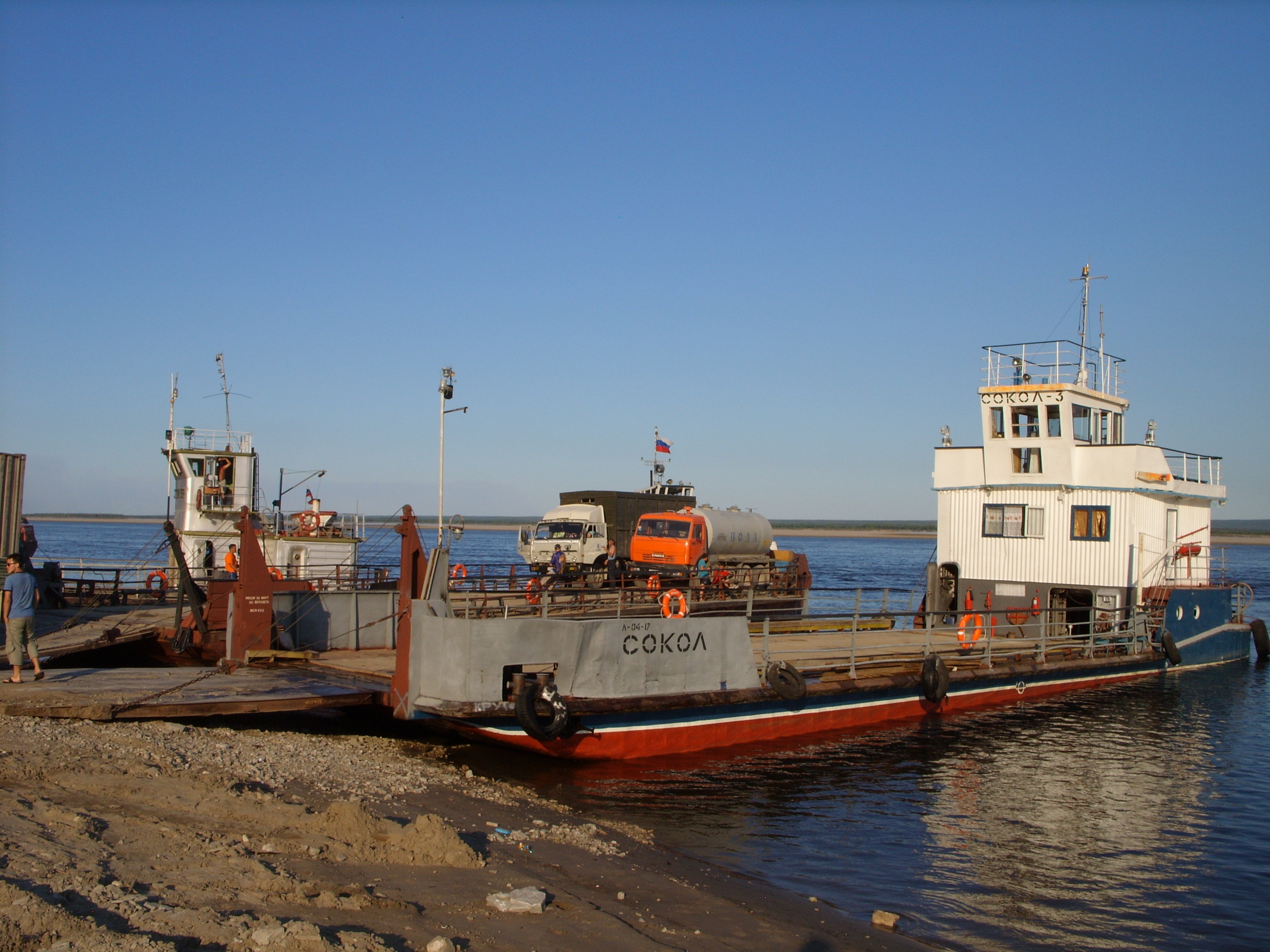
"-"
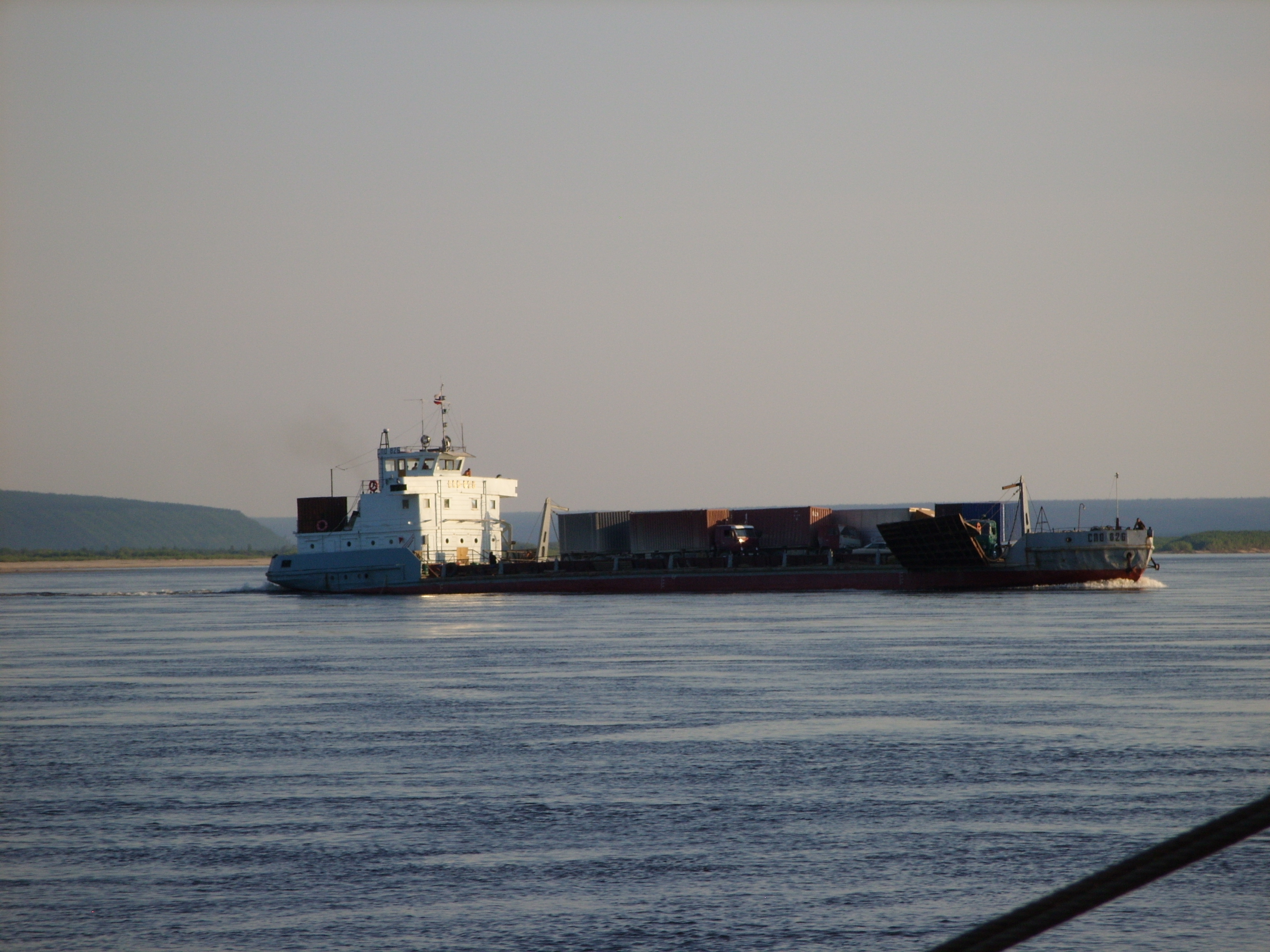
"-"
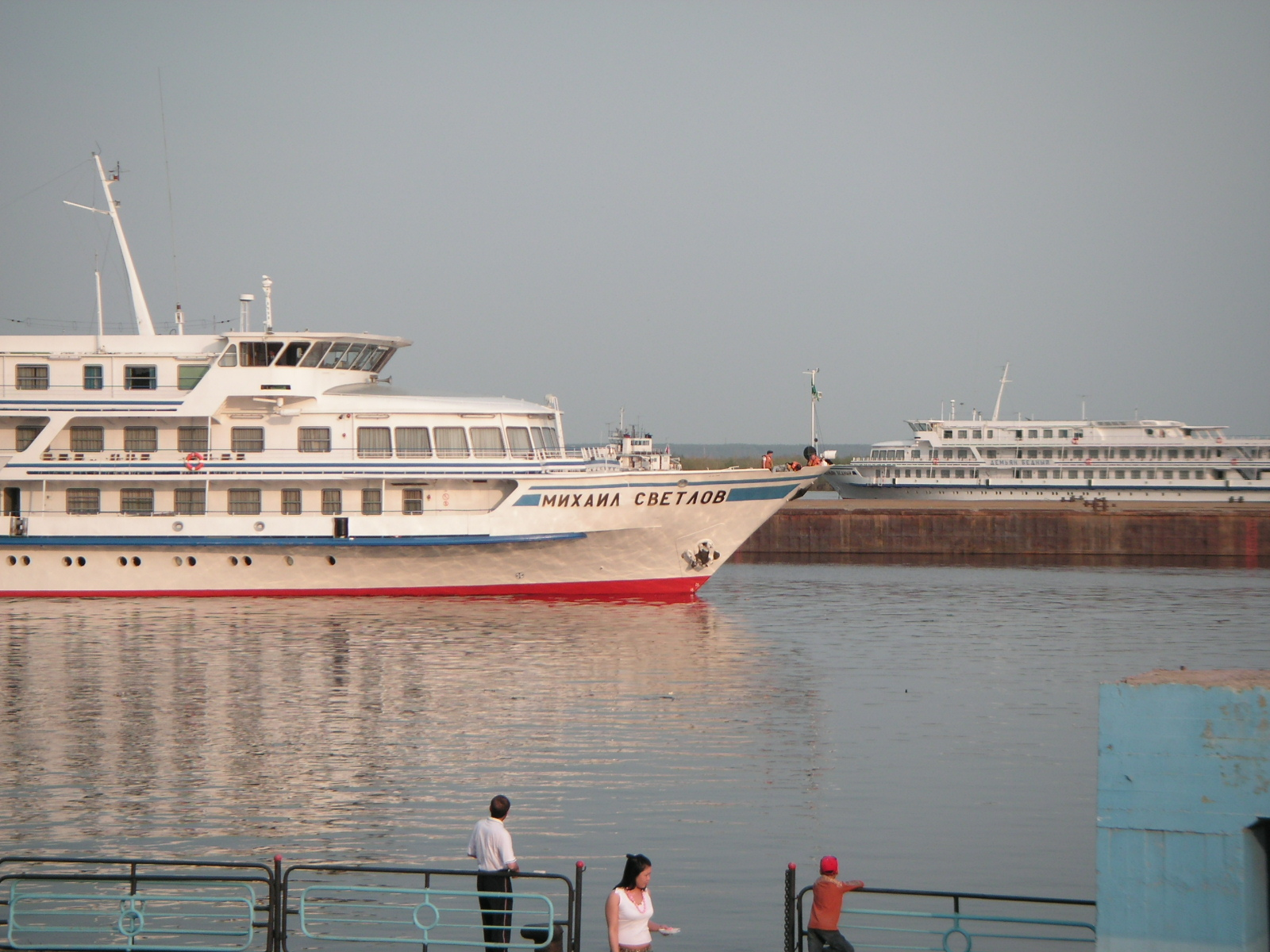
В Якутському річковому порту
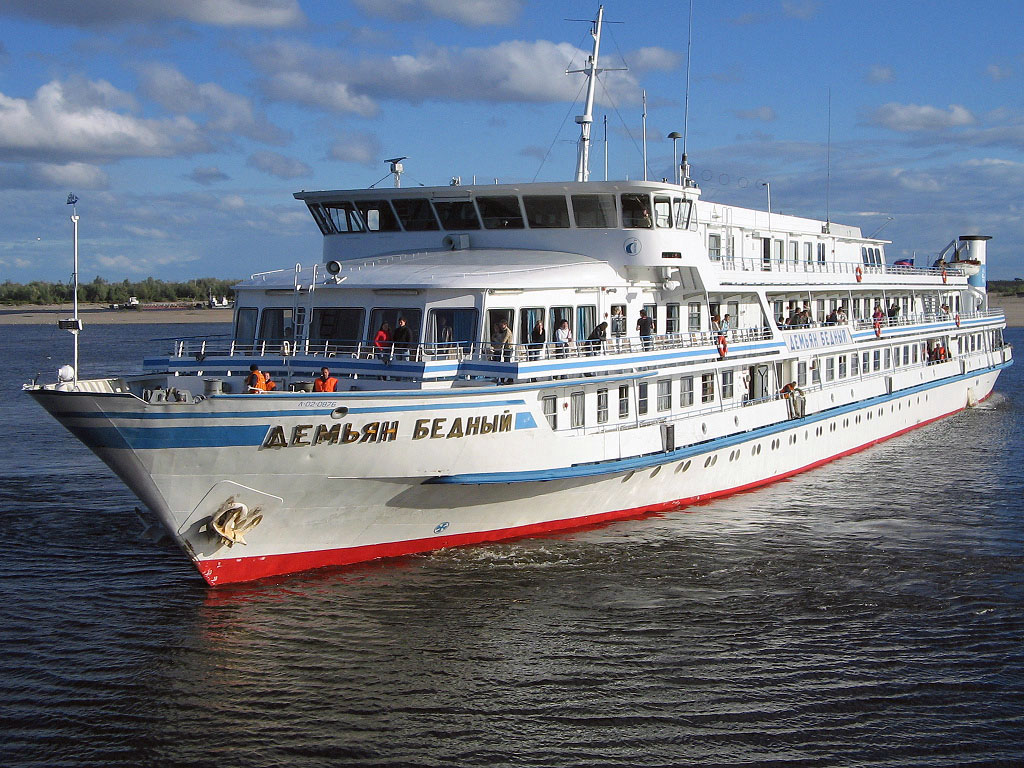
Круїзний т/х «Дем'ян Бідний»
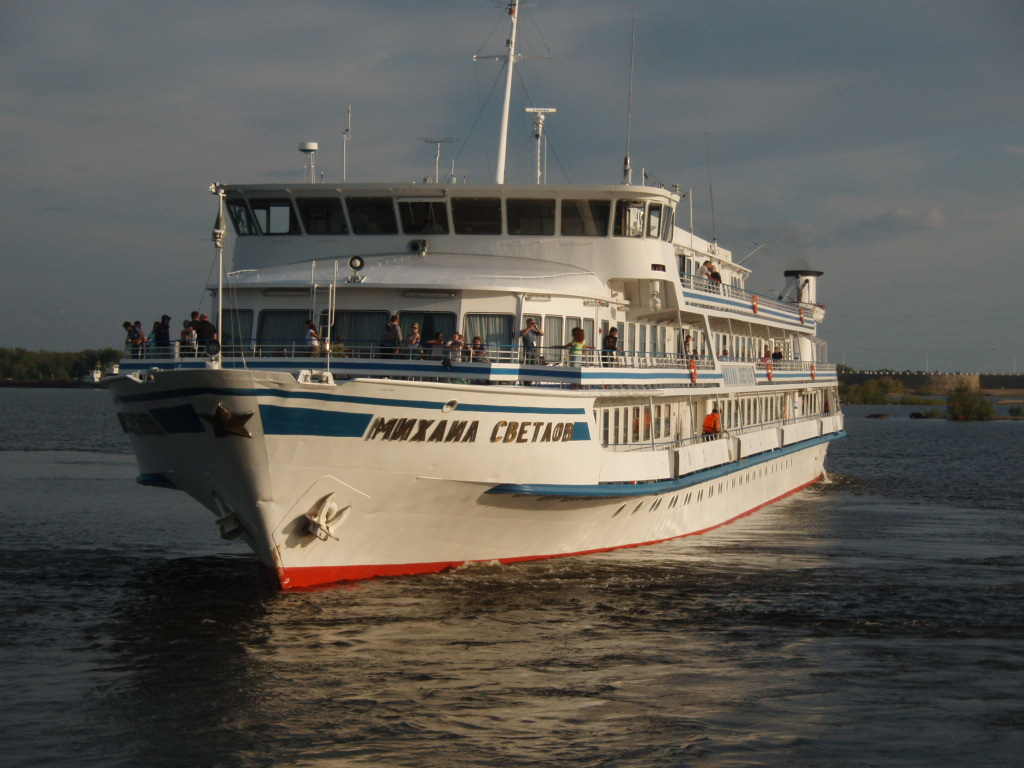
Теплохід «Михайло Свєтлов»
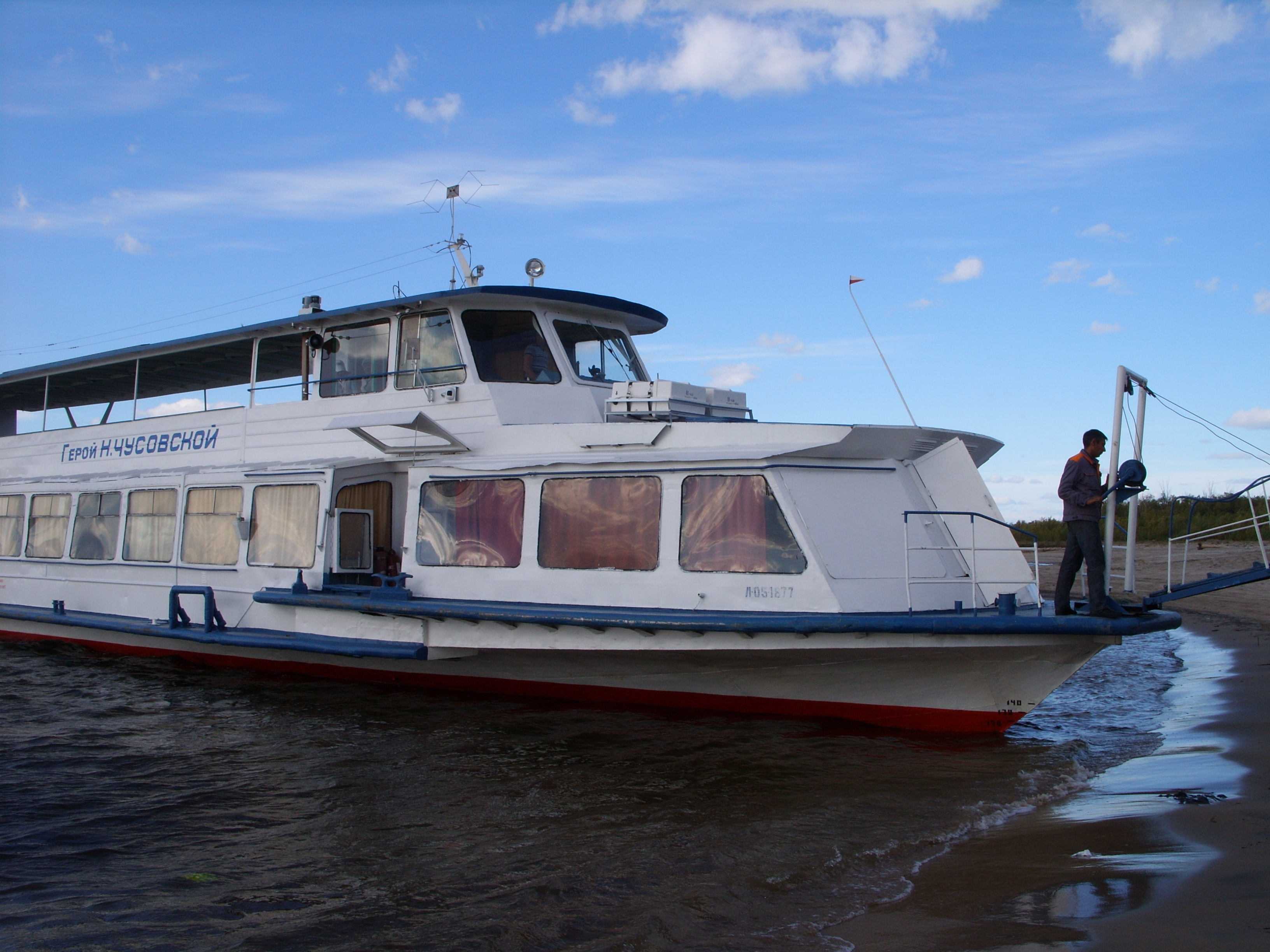
Річковий трамвай на Лені
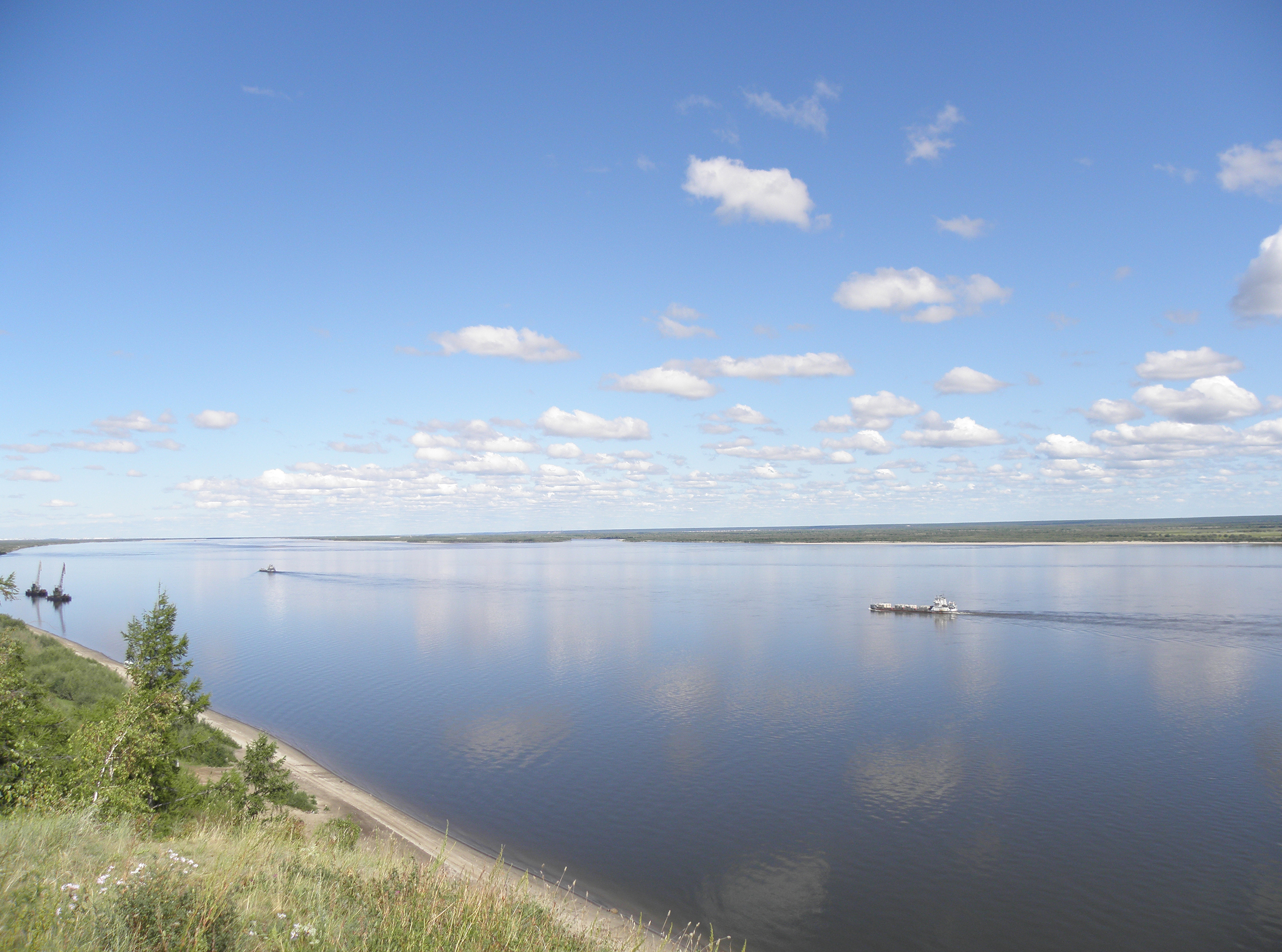
Річка Лена - найважливіша транспортна магістраль Якутії
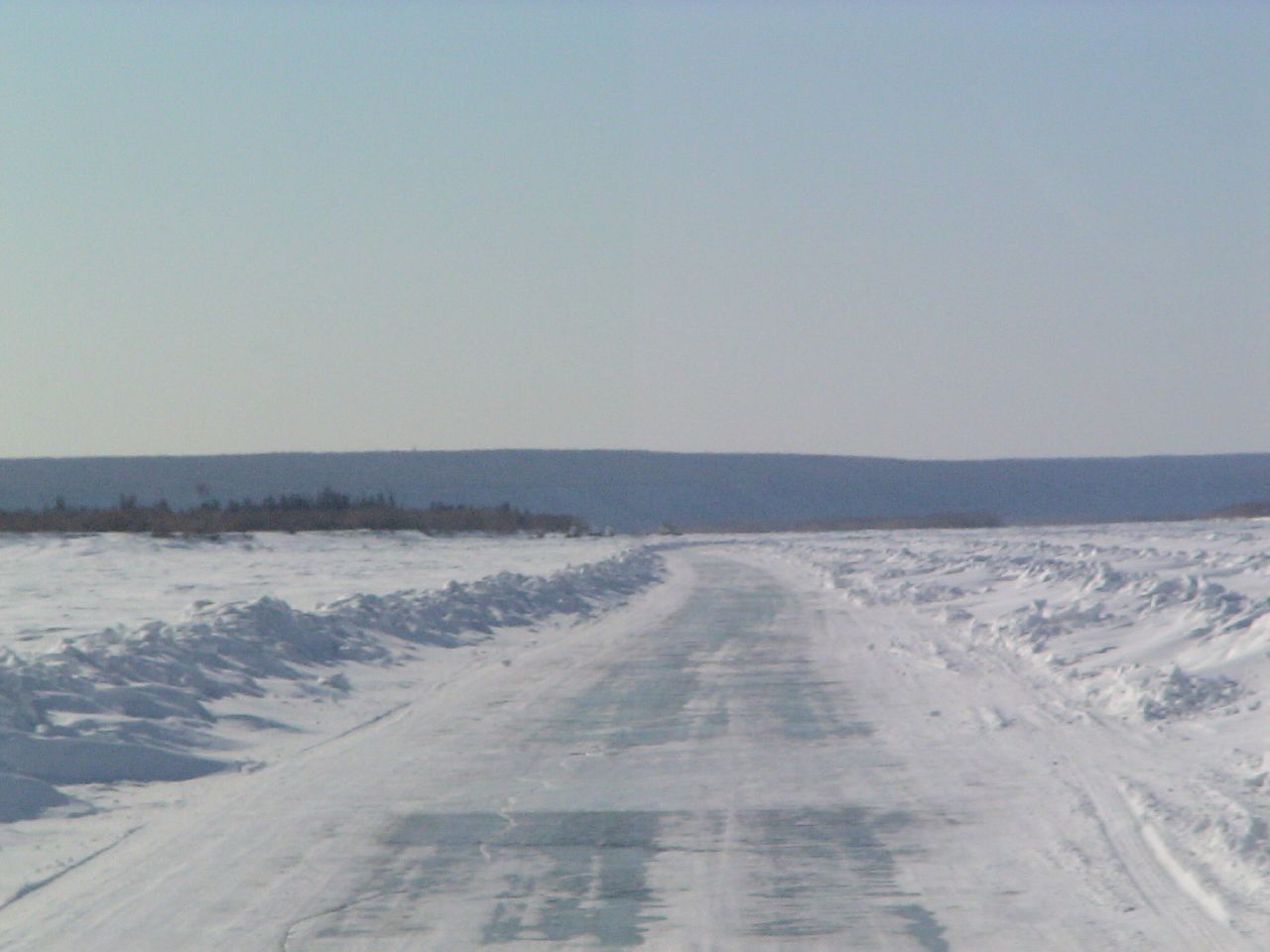
Зимник через Лену